# Lista de episódios de Steven Universe
Esta é uma lista de episódios da série animada Steven Universe.

## Resumo
| Temporada                 | Temporada | Episódios | Exibição original     | Exibição original     | Exibição no Brasil     | Exibição no Brasil      | Exibição em Portugal            | Exibição em Portugal            |
| Temporada                 | Temporada | Episódios | Estreia de temporada  | Final de temporada    | Estreia de temporada   | Final de temporada      | Estreia de temporada            | Final de temporada              |
| ------------------------- | --------- | --------- | --------------------- | --------------------- | ---------------------- | ----------------------- | ------------------------------- | ------------------------------- |
|                           | Piloto    | 1         | 27 de julho de 2013   | 27 de julho de 2013   | 30 de setembro de 2017 | 30 de setembro de 2017  | N/A                             | N/A                             |
|                           | 1         | 52        | 4 de novembro de 2013 | 12 de março de 2015   | 7 de abril de 2014     | 7 de outubro de 2015    | 1 de junho de 2014              | 4 de outubro de 2015            |
|                           | 2         | 26        | 13 de março de 2015   | 8 de janeiro de 2016  | 22 de junho de 2015    | 28 de junho de 2016     | 21 de novembro de 2015          | 4 de junho de 2016              |
|                           | 3         | 25        | 12 de maio de 2016    | 10 de agosto de 2016  | 3 de outubro de 2016   | 30 de janeiro de 2017   | 4 de junho de 2016              | 19 de fevereiro de 2017         |
|                           | 4         | 25        | 11 de agosto de 2016  | 11 de maio de 2017    | 31 de janeiro de 2017  | 18 de janeiro de 2018   | 10 de junho de 2017             | 6 de janeiro de 2018            |
|                           | 5         | 32        | 29 de maio de 2017    | 21 de janeiro de 2019 | 19 de janeiro de 2018  | 16 de fevereiro de 2019 | 26 de março de 2018             | 3 de julho de 2020 (CN Premium) |
| 22 de agosto de 2020 (TV) | 5         | 32        | 29 de maio de 2017    | 21 de janeiro de 2019 | 19 de janeiro de 2018  | 16 de fevereiro de 2019 | 26 de março de 2018             |                                 |
|                           | Filme     | 1         | 2 de setembro de 2019 | 2 de setembro de 2019 | 7 de outubro de 2019   | 7 de outubro de 2019    | 3 de julho de 2020 (CN Premium) | 3 de julho de 2020 (CN Premium) |
| 29 de agosto de 2020 (TV) | Filme     | 1         | 2 de setembro de 2019 | 2 de setembro de 2019 | 7 de outubro de 2019   | 7 de outubro de 2019    |                                 |                                 |
|                           | Futuro    | 20        | 7 de dezembro de 2019 | 27 de março de 2020   | 28 de dezembro de 2019 | 4 de dezembro de 2020   | 17 de setembro de 2021 (HBO)    | 17 de setembro de 2021 (HBO)    |

## Episódios

### Piloto (2013)
| #(Ep.) | Título                                     | Escrito e dirigido por | Exibição original   | Exibição no Brasil     | Exibição em Portugal | Código de produção |
| --- | ------------------------------------------ | ---------------------- | ------------------- | ---------------------- | -------------------- | ------------------ |
| 0 | "Steven Universo ((BR))" "Steven Universe" | Rebecca Sugar          | 27 de julho de 2013 | 30 de setembro de 2017 | PA                   | 1020-000           |
| Steven ganha uma ampulheta mágica de viagem no tempo e faz o que qualquer criança faria: o usa para ir ao passado. Mas brincar com magia atrai problemas para Beach City, e agora Steven tem que correr para salvar o dia - com mais reviravoltas. - Nota: O vazamento não conta como a data original do ar por duas razões: o vazamento não foi intencional da parte do Cartoon Network, e não foi tecnicamente "Ao ar", no sentido de que foi televisionado. Mais tarde, foi transmitido em 27 de julho de 2013. |                                            |                        |                     |                        |                      |                    |

### 1.ª temporada (2013–2015)
| Episódio (série) | Título                                                                                              | Escrito e Storyboard por                                      | Exibição original, Exibição no Brasil e Exibição em Portugal               | Código de produção | Audiência (em milhões) |
| --- | --------------------------------------------------------------------------------------------------- | ------------------------------------------------------------- | -------------------------------------------------------------------------- | ------------------ | ---------------------- |
| 1 | "O Brilho da Pedra ((BR)) O Brilho da Joia (PT)" "Gem Glow"                                         | Joe Johnston & Jeff Liu                                       | 4 de novembro de 2013 21 de abril de 2014                                  | 1020-003           | 1.86                   |
| Enquanto Centípodas invadem o templo, Steven descobre que o Biscoito Gatinho, seu biscoito de sorvete favorito que saiu de linha, lhe permite ativar os poderes de sua pedra. | |                                                               |                                                                            |                    |                        |
| 2 | "O Canhão de Laser ((BR)) Canhão a Laser (PT)" "Laser Light Cannon"                                 | Kat Morris & Rebecca Sugar                                    | 4 de novembro de 2013 30 de março de 2014 (Pré-estreia) 7 de abril de 2014 | 1020-001           | 1.86                   |
| Steven deve encontrar o canhão de laser que pertencia a sua mãe para destruir um Olho Vermelho que se aproxima de Beach City. | |                                                               |                                                                            |                    |                        |
| 3 | "A Mochila Cheeseburger ((BR)) A Mochila Hambúrguer (PT)" "Cheeseburger Backpack"                   | Ian Jones-Quartey e Rebecca Sugar                             | 11 de novembro de 2013 14 de abril de 2014                                 | 1020-002           | 1.67                   |
| Quando Steven recebe uma mochila de cheeseburger, ele tenta usá-la para levar a Estátua da Deusa da Lua que poderá salvar a Torre do Mar Lunar de se despedaçar. | |                                                               |                                                                            |                    |                        |
| 4 | "O Café da Manhã ((BR)) Pequeno-Almoço Juntos (PT)" "Together Breakfast"                            | Ian Jones-Quartey, Rebecca Sugar, e Paul Villeco              | 11 de novembro de 2013 28 de abril de 2014                                 | 1020-004           | 1.67                   |
| Steven quer fazer um café da manhã especial com as Crystal Gems. Mas o seu desejo e a ausência de suas amigas o leva a uma aventura pelas salas mágicas do templo. | |                                                               |                                                                            |                    |                        |
| 5 | "Frybo"                                                                                             | Raven M. Molisee e Paul Villeco                               | 18 de novembro de 2013 26 de maio de 2014                                  | 1020-008           | 1.28                   |
| Steven usa um poderoso caco de pedra para dar vida a Frybo, o mascote da Lanchonete da Praia. - Censura no Brasil: É censurado quando Sr. Smile pede para Frybo parar de encher sua boca com batatas fritas, é censurado também quando Steven sai correndo pelado e alguns gemidos de Frybo também. - Censura em Portugal: É censurado quando Steven fala "You move Frybo, attack". | |                                                               |                                                                            |                    |                        |
| 6 | "Dedos de Gato (BR)/(PT)" "Cat Fingers"                                                             | Kat Morris, Hilary Florido, Ian Jones-Quartey e Rebecca Sugar | 25 de novembro de 2013 5 de maio de 2014                                   | 1020-005           | 1.71                   |
| Steven tenta aprender a mudar de forma como a Ametista, mas depois que transforma seus dedos em gatos, a situação acaba ficando pior. | |                                                               |                                                                            |                    |                        |
| 7 | "Amigos de Bolha ((BR)) Amigos Numa Bolha (PT)" "Bubble Buddies"                                    | Kat Morris e Aleth Romanillos                                 | 2 de dezembro de 2013 12 de maio de 2014                                   | 1020-006           | 1.61                   |
| Steven salva uma garota que estava sentada na praia formando uma bolha gigante ao redor de si mesmo, mas acabam ficando presos nela. | |                                                               |                                                                            |                    |                        |
| 8 | "Steven Muito Sério ((BR)) Steven Sério (PT)" "Serious Steven"                                      | Joe Johnston e Jeff Liu                                       | 13 de janeiro de 2014 19 de maio de 2014                                   | 1020-007           | 1.34                   |
| Enquanto as Crystal Gems tentam sair de um labirinto ancestral, Steven deve provar a Garnet que consegue ser sério nas horas mais difíceis. | |                                                               |                                                                            |                    |                        |
| 9 | "Tigre Milionário (BR)/(PT)" "Tiger Millionaire"                                                    | Raven M. Molisee e Paul Villeco                               | 20 de janeiro de 2014 16 de junho de 2014                                  | 1020-011           | 1.56                   |
| Steven entra numa liga de lutra livre secreta com Ametista, sem que Garnet e Pérola saibam. | |                                                               |                                                                            |                    |                        |
| 10 | "O Leão de Steven ((BR)) O Leão do Steven(PT)" "Steven's Lion"                                      | Lamar Abrams e Aleth Romanillos                               | 27 de janeiro de 2014 23 de junho de 2014                                  | 1020-012           | 1.51                   |
| Steven faz amizade com um leão mágico que ele encontra no deserto durante uma missão. | |                                                               |                                                                            |                    |                        |
| 11 | "Jogos Eletrônicos ((BR)) Febre dos Jogos (PT)" "Arcade Mania"                                      | Lamar Abrams, Aleth Romanillos, e Luke Weber                  | 17 de fevereiro de 2014 2 de junho de 2014                                 | 1020-009           | 1.00                   |
| Quando Steven leva as Crystal Gems para os Jogos Eletrônicos, Garnet acaba sendo atraída pelos jogos. - Censura em Portugal: É censurado quando Steven fala o nome do jogo "Beat Mania". | |                                                               |                                                                            |                    |                        |
| 12 | "A Mulher Gigante ((BR)) Mulher Gigante (PT)" "Giant Woman"                                         | Joe Johnston e Jeff Liu                                       | 24 de fevereiro de 2014 9 de junho de 2014                                 | 1020-010           | 1.89                   |
| Enquanto vão em busca do Besouro Celeste, Steven insiste para que Ametista e Pérola se fundam e virem a gigante Opal. | |                                                               |                                                                            |                    |                        |
| 13 | "Tantos Aniversários ((BR)) (PT)" "So Many Birthdays"                                               | Raven M. Molisee e Paul Villeco                               | 3 de março de 2014 7 de julho de 2014                                      | 1020-014           | 1.17                   |
| Steven tenta criar um aniversário autêntico para as Crystal Gems. | |                                                               |                                                                            |                    |                        |
| 14 | "Lars e os Descolados ((BR)) Lars e a Malta Fixe (PT)" "Lars and the Cool Kids"                     | Lamar Abrams e Matt Braly                                     | 10 de março de 2014 14 de julho de 2014                                    | 1020-015           | 1.50                   |
| Steven tenta ajudar Lars a ter amigos adolescentes. | |                                                               |                                                                            |                    |                        |
| 15 | "Negociando com o Cebola ((BR)) A Troca com o Onion (PT)" "Onion Trade"                             | Lamar Abrams                                                  | 17 de março de 2014 28 de julho de 2014                                    | 1020-018           | 1.79                   |
| Uma troca entre Steven e Cebola por um brinquedo atinge proporções épicas que podem destruir Beach City. | |                                                               |                                                                            |                    |                        |
| 16 | "Samurai Steven ((BR)) Steven, O Lutador de Espada (PT)" "Steven the Sword Fighter"                 | Joe Johnston e Jeff Liu                                       | 9 de abril de 2014 30 de junho de 2014                                     | 1020-013           | 1.10                   |
| Pérola tenta ensinar a arte de esgrima para Steven, usando uma versão holográfica de si mesma como demonstração. - Censura em Portugal: É censurado quando a Pérola deixa cair sua espada. | |                                                               |                                                                            |                    |                        |
| 17 | "Leão 2: O Filme (BR)/(PT)" "Lion 2: The Movie"                                                     | Joe Johnston e Jeff Liu                                       | 23 de abril de 2014 21 de julho de 2014                                    | 1020-017           | 1.57                   |
| Steven e Connie decidem ir ao cinema montados no Leão, mas o animal tem outros planos. | |                                                               |                                                                            |                    |                        |
| 18 | "Um Dia na Praia ((BR)) A Festa na Praia (PT)" "Beach Party"                                        | Lamar Abrams                                                  | 30 de abril de 2014 18 de agosto de 2014                                   | 1020-020           | 1.44                   |
| Steven realiza uma festa na praia com os Pizzas e as Crystal Gems como pedido de desculpas pela destruição de sua pizzaria. | |                                                               |                                                                            |                    |                        |
| 19 | "O Quarto de Rose ((BR)) O Quarto da Rosa (PT)" "Rose's Room"                                       | Joe Johnston e Jeff Liu                                       | 14 de maio de 2014 4 de agosto de 2014                                     | 1020-019           | 1.55                   |
| Quando Steven decide ficar um tempo sozinho, ele descobre uma sala mágica que pode lhe conceder qualquer desejo. | |                                                               |                                                                            |                    |                        |
| 20 | "Treinador Steven ((BR)) O Treinador Steven (PT)" "Coach Steven"                                    | Raven M. Molisee e Paul Villeco                               | 21 de agosto de 2014 11 de agosto de 2014                                  | 1020-016           | 1.85                   |
| A tão aguardada fusão de Garnet e Ametista ocorre. Surge Sugilite! Mas a presença dela não agrada muito a Pérola. Steven, depois de ver a Gem Sugilite, decide montar uma academia para tentar ser mais forte. | |                                                               |                                                                            |                    |                        |
| 21 | "A Vítima da Pegadinha ((BR)) Vítima da Brincadeira (PT)" "Joking Victim"                           | Raven M. Molisse e Paul Villeco                               | 28 de agosto de 2014 1 de setembro de 2014                                 | 1020-021           | 1.63                   |
| Quando Lars deixa todo o trabalho nas costas da Sadie, Steven a ajuda trabalhando como um substituto no Big Rosquinha. - Censura em Portugal: É censurado quando Steven salva Lars. | |                                                               |                                                                            |                    |                        |
| 22 | "Steven e os Stevens ((BR)) O Steven e os Stevens (PT)" "Steven and the Stevens"                    | Joe Johnston e Jeff Liu                                       | 4 de setembro de 2014 8 de setembro de 2014                                | 1020-022           | 2.14                   |
| Steven volta no tempo usando uma ampulheta mágica, o que o faz juntar clones de si mesmo para formar uma banda. | |                                                               |                                                                            |                    |                        |
| 23 | "Amigo Monstro ((BR)) Amigos Monstros (PT)" "Monster Buddies"                                       | Lamar Abrams e Hellen Jo                                      | 11 de setembro de 2014 15 de setembro de 2014                              | 1020-024           | 2.07                   |
| Steven acidentalmente liberta um monstro de uma bolha de Gem e tenta domesticá-lo. - Censura em Portugal: A cena que a pedra cai na Centípoda foi diminuída. | |                                                               |                                                                            |                    |                        |
| 24 | "Um Beijo Indireto (BR)/(PT)" "An Indirect Kiss"                                                    | Corvo M. Molisse e Paul Villeco                               | 18 de setembro de 2014 22 de setembro de 2014                              | 1020-023           | 1.73                   |
| Quando Ametista racha sua pedra, Steven e as Crystal Gems vão em uma missão para curá-la. | |                                                               |                                                                            |                    |                        |
| 25 | "Espelho Gem ((BR)) A Joia do Espelho (PT)" "Mirror Gem (Parte 1)"                                  | Corvo M. Molisse e Paul Villeco                               | 25 de setembro de 2014 29 de setembro de 2014                              | 1020-025           | 2.34                   |
| Steven faz amizade com um espelho mágico que pode se comunicar com ele misteriosamente. No final, ele liberta uma Gem desaparecida chamada Lapis Lazuli, que vivia trancada dentro do espelho mágico. | |                                                               |                                                                            |                    |                        |
| 26 | "Gem Oceano ((BR)) A Joia do Mar (PT)" "Ocean Gem (Parte 2)"                                        | Joe Johnston e Jeff Liu                                       | 25 de setembro de 2014 6 de outubro de 2014                                | 1020-026           | 2.34                   |
| Depois que Lapis Lazuli é retirada do espelho por Steven, o oceano desaparece no primeiro dia do verão e Beach City entra em pânico. | |                                                               |                                                                            |                    |                        |
| 27 | "O Hóspede ((BR)) (PT)" "House Guest (Parte 3)"                                                     | Joe Johnston e Jeff Liu                                       | 2 de outubro de 2014 2 de março de 2015 9 de maio de 2015                  | 1026-027           | 2.00                   |
| Depois de machucar a perna, Greg vai viver com Steven e sem intenção acaba interferindo nos poderes do filho. | |                                                               |                                                                            |                    |                        |
| 28 | "Corrida Espacial ((BR)) Corrida Ao Espaço (PT)" "Space Race"                                       | Joe Johnston e Jeff Liu                                       | 9 de outubro de 2014 12 de janeiro de 2015 9 de maio de 2015               | 1026-028           | 1.99                   |
| Steven e seu pai tentam construir uma nave espacial para Pérola. | |                                                               |                                                                            |                    |                        |
| 29 | "Equipe Secreta ((BR)) A Equipa Secreta (PT)" "Secret Team"                                         | Hilary Florido e Katie Mitroff                                | 16 de outubro de 2014 26 de janeiro de 2015 10 de maio de 2015             | 1026-030           | 2.46                   |
| Steven, Pérola e Ametista acidentalmente estouram uma bolha e formam uma equipe secreta para resgatar os fragmentos perdidos antes que a Garnet descubra. | |                                                               |                                                                            |                    |                        |
| 30 | "Aventura na Ilha ((BR)) A Aventura Na Ilha (PT)" "Island Adventure"                                | Raven M. Molisee e Paul Villeco                               | 23 de outubro de 2014 16 de fevereiro de 2015 17 de maio de 2015           | 1026-033           | 1.53                   |
| Para salvar a amizade de Lars e Sadie, Steven decide levá-los a uma ilha tropical mágica. - Censura no Brasil: É censurado o beijo de Lars e Sadie, e também é censurado quando Sadie derrota o monstro gem. | |                                                               |                                                                            |                    |                        |
| 31 | "O Estranho Mundo de Beach City ((BR)) Mantenham Beach City Esquisita (PT)" "Keep Beach City Weird" | Raven M. Molisee and Paul Villeco                             | 30 de outubro de 2014 19 de janeiro de 2015 10 de maio de 2015             | 1026-029           | 1.45                   |
| Steven fica confuso quando Ronaldo explica pra ele sobre coisas estranhas que acontecem em Beach City. | |                                                               |                                                                            |                    |                        |
| 32 | "Jantar em Família ((BR)) Cozinha De Fusão (PT)" "Fusion Cuisine"                                   | Lamar Abrams e Hellen Jo                                      | 6 de novembro de 2014 2 de fevereiro de 2015 16 de maio de 2015            | 1026-031           | 1.46                   |
| Steven vai conhecer os pais da Connie e para que isso aconteça, ele força as Gems a se fundirem em uma única apenas, para fazerem o papel de sua mãe. | |                                                               |                                                                            |                    |                        |
| 33 | "O Universo de Garnet ((BR)) O Universo De Granate (PT)" "Garnet's Universe"                        | Joe Johnston e Jeff Liu                                       | 13 de novembro de 2014 16 de março de 2015 23 de maio de 2015              | 1026-036           | 1.64                   |
| Steven tenta imaginar o que Garnet faz durante o dia. | |                                                               |                                                                            |                    |                        |
| 34 | "Steven Melancia ((BR)) (PT)" "Watermelon Steven"                                                   | Lamar Abrams e Hellen Jo                                      | 20 de novembro de 2014 9 de março de 2015 23 de maio de 2015               | 1026-035           | 1.83                   |
| Steven descobre um novo poder ao plantar melancias em volta de seu corpo. - Censura no Brasil: É censurado quando Garnet corta várias melancias. | |                                                               |                                                                            |                    |                        |
| 35 | "Leão 3: Direto pro Vídeo ((BR)) Leão 3: Vídeo Caseiro (PT)" "Lion 3: Straight to Video"            | Joe Johnston, Jeff Liu, e Rebecca Sugar                       | 4 de dezembro de 2014 9 de fevereiro de 2015 16 de maio de 2015            | 1026-032           | 1.92                   |
| Leão tenta se aproximar de Steven para lhe dar um aviso muito importante de sua mãe. | |                                                               |                                                                            |                    |                        |
| 36 | "Transportadores ((BR)) Passeio Pelo Portal (PT)" "Warp Tour"                                       | Raven M. Molisee e Paul Villeco                               | 8 de janeiro de 2015 23 de março de 2015 24 de maio de 2015                | 1026-037           | 1.94                   |
| Steven acha que viu algo estranho atravessando o espaço e as Gems tentam acalmá-lo. | |                                                               |                                                                            |                    |                        |
| 37 | "Juntos e Sozinhos ((BR)) Stevonnie (PT)" "Alone Together"                                          | Hilary Florido, Katie Mitroff, e Rebecca Sugar                | 15 de janeiro de 2015 23 de fevereiro de 2015 17 de maio de 2015           | 1026-034           | 1.67                   |
| As Gems ajudam Steven a usar seus poderes de fusão. | |                                                               |                                                                            |                    |                        |
| 38 | "O Teste (BR)/(PT)" "The Test"                                                                      | Hilary Florido e Katie Mitroff                                | 22 de janeiro de 2015 30 de março de 2015 24 de maio de 2015               | 1026-038           | 1.94                   |
| Steven descobre que sua missão ao Pináculo do Mar Lunar era um teste e exige um novo. | |                                                               |                                                                            |                    |                        |
| 39 | "Visão do Futuro ((BR)) Visão Futura (PT)" "Future Vision"                                          | Lamar Abrams e Hellen Jo                                      | 29 de janeiro de 2015 6 de abril de 2015 30 de maio de 2015                | 1026-039           | 2.03                   |
| Steven descobre que Garnet é capaz de prever o futuro e fica curioso sobre os possíveis perigos que o aguardam. | |                                                               |                                                                            |                    |                        |
| 40 | "Sem Destino ((BR)) Em Fuga (PT)" "On the Run"                                                      | Joe Johnston e Jeff Liu                                       | 5 de fevereiro de 2015 13 de abril de 2015 20 de setembro de 2015          | 1026-040           | 2.08                   |
| Steven e Ametista se aventuram na estrada. | |                                                               |                                                                            |                    |                        |
| 41 | "Clube de Horror ((BR)) O Clube de Terror de Beach City(PT)" "Horror Club"                          | Raven M. Molisee e Paul Villeco                               | 12 de fevereiro de 2015 7 de outubro de 2015 26 de outubro de 2015         | 1026-041           | 1.67                   |
| Steven assiste filmes de terror com Ronaldo, Lars e Sadie. | |                                                               |                                                                            |                    |                        |
| 42 | "Previsão do Tempo: Inverno ((BR)) Previsão de Inverno (PT)" "Winter Forecast"                      | Lamar Abrams e Hellen Jo                                      | 19 de fevereiro de 2015 20 de abril de 2015 19 de setembro de 2015         | 1026-043           | 2.05                   |
| Steven deve levar Connie para casa antes que comece a nevar. | |                                                               |                                                                            |                    |                        |
| 43 | "Capacidade Máxima (BR)/(PT)" "Maximum Capacity"                                                    | Hilary Florido, Katie Mitroff, e Rebecca Sugar                | 26 de fevereiro de 2015 27 de abril de 2015 19 de setembro de 2015         | 1026-042           | 1.97                   |
| Uma arrumação no depósito reúne Greg e Ametista à sua série de comédia favorita. | |                                                               |                                                                            |                    |                        |
| 44 | "Ataque de Mármore ((BR)) A Loucura dos Berlindes (PT)" "Marble Madness"                            | Joe Johnston e Jeff Liu                                       | 5 de março de 2015 4 de maio de 2015 20 de setembro de 2015                | 1026-044           | 1.92                   |
| Steven e as Gems encontram outro droide espacial. | |                                                               |                                                                            |                    |                        |
| 45 | "A Espada de Rose ((BR)) A Bainha da Rosa (PT)" "Rose's Scabbard"                                   | Raven M. Molisee, Paul Villeco, e Rebecca Sugar               | 9 de março de 2015 29 de março de 2015 26 de setembro de 2015              | 1026-045           | 1.22                   |
| Steven e Pérola vão a um lugar que contém segredos reservados a Steven por Rose Quartz. | |                                                               |                                                                            |                    |                        |
| 46 | "Livro Aberto (BR)/(PT)" "Open Book"                                                                | Hilary Florido e Katie Mitroff                                | 19 de março de 2015 29 de março de 2015 26 de setembro de 2015             | 1026-046           | 1.73                   |
| Steven e Connie vão ao quarto de Rose outra vez para reencenar um livro que teve um final errado. | |                                                               |                                                                            |                    |                        |
| 47 | "O Clube da Camiseta ((BR)) Clube das T-Shirts (PT)" "Shirt Club"                                   | Lamar Abrams e Hellen Jo                                      | 16 de abril de 2015 11 de maio de 2015 27 de setembro de 2015              | 1026-047           | 1.42                   |
| Steven e Buck Dewey fazem camisetas juntos. | |                                                               |                                                                            |                    |                        |
| 48 | "Uma História para Steven ((BR)) Uma História para o Steven (PT)" "Story for Steven"                | Joe Johnston e Jeff Liu                                       | 9 de abril de 2015 18 de maio de 2015 27 de setembro de 2015               | 1026-048           | 2.00                   |
| Greg conta para Steven como conheceu Rose Quartz. | |                                                               |                                                                            |                    |                        |
| 49 | "A Mensagem (BR)/(PT)" "The Message"                                                                | Lamar Abrams e Hellen Jo                                      | 10 de março de 2015 25 de maio de 2015 3 de outubro de 2015                | 1026-049           | 1.30                   |
| Steven e as Gems tentam recuperar uma mensagem. | |                                                               |                                                                            |                    |                        |
| 50 | "Poder Político ((BR)) O Poder Político (PT)" "Political Power"                                     | Hilary Florido e Katie Mitroff                                | 11 de março de 2015 1 de junho de 2015 3 de outubro de 2015                | 1026-050           | 1.42                   |
| As Gems acabam com a energia elétrica de Beach City e Steven ajuda o prefeito a resolver a situação. | |                                                               |                                                                            |                    |                        |
| 51 | "O Retorno ((BR)) O Regresso (PT)" "The Return (Parte 1)"                                           | Raven M. Molisee e Paul Villeco                               | 12 de março de 2015 8 de junho de 2015 4 de outubro de 2015                | 1026-051           | 1.70                   |
| Uma nova ameaça chega a Beach City. - Censura no Brasil: É censurado algumas partes da desestabilização da Garnet. - Censura em Portugal: É censurada toda a desestabilização da Garnet. | |                                                               |                                                                            |                    |                        |
| 52 | "Libertador ((BR)) Fuga da Prisão (PT)" "Jailbreak (Parte 2)"                                       | Joe Johnston, Jeff Liu, e Rebecca Sugar                       | 12 de março de 2015 15 de junho de 2015 4 de outubro de 2015               | 1026-052           | 1.70                   |
| Steven se une a um novo aliado para resgatar as Gems. - Censura em Portugal: Alguns socos de Garnet em Jasper foram substituídos por flashes brancos. | |                                                               |                                                                            |                    |                        |

### 2.ª temporada (2015–2016)
| Episódio (série) | Episódio (temp.) | Título | Escrito e storyboards por                       | Exibição original                                           | Exibição no Brasil     | Exibição em Portugal                                        | Código de produção | Audiência (em milhões) |
| --- | ---------------- | --- | ----------------------------------------------- | ----------------------------------------------------------- | ---------------------- | ----------------------------------------------------------- | ------------------ | ---------------------- |
| 53 | 1                | "Contando Tudo (BR) Revelação Completa (PT)" "Full Disclosure (Parte 3)"                                     | Raven M. Molisee e Paul Villeco                 | 28 de novembro de 2015                                      | 13 de março de 2015    | 22 de junho de 2015                                         | 1031-053           | 1.52                   |
| Steven não tem coragem de revelar a sua última e arriscada aventura para Connie e tenta evitá-la o máximo possível.                                                     |                  | |                                                 |                                                             |                        |                                                             |                    |                        |
| 54 | 2                | "Curtindo por Aí (BR) Por aí a Curtir (PT)" "Joy Ride"                                                       | Hilary Florido e Katie Mitroff                  | 28 de novembro de 2015                                      | 26 de março de 2015    | 29 de junho de 2015                                         | 1031-054           | 1.34                   |
| A galera descolada chama Steven para dar um passeio fora da cidade. |                  | |                                                 |                                                             |                        |                                                             |                    |                        |
| 55 | 3                | "Diga Tio ((BR)) Diz Titio (PT)" "Say Uncle"                                                                 | Joe Johnston e Jeff Liu                         | 21 de novembro de 2015 (Pré-estreia) 28 de novembro de 2015 | 2 de abril de 2015     | 15 de novembro de 2015 (Pré-estreia) 24 de novembro de 2015 | 1031-056           | 1.93                   |
| O Titio Avô ajuda o Steven a materializar o seu escudo. Este episódio é um crossover com Titio Avô.                                                                     |                  | |                                                 |                                                             |                        |                                                             |                    |                        |
| 56 | 4                | "Cartas de Amor (BR)/(PT)" "Love Letters"                                                                    | Lamar Abrams e Hellen Jo                        | 29 de dezembro de 2015                                      | 23 de abril de 2015    | 6 de julho de 2015                                          | 1031-055           | 1.67                   |
| Steven e Connie ajudam o carteiro Jamie a se dar bem no amor. |                  | |                                                 |                                                             |                        |                                                             |                    |                        |
| 57 | 5                | "Reformas ((BR)) Regenerada (PT)" "Reformed"                                                                 | Raven M. Molisee e Paul Villeco                 | 30 de dezembro de 2015                                      | 30 de abril de 2015    | 13 de julho de 2015                                         | 1031-057           | 1.39                   |
| Steven, Garnet e Ametista saem à caça de um monstro que está apavorando todo o templo.                                                                                  |                  | |                                                 |                                                             |                        |                                                             |                    |                        |
| 58 | 6                | "Juramento à Espada (BR) Jura Perante a Espada (PT)" "Sworn to the Sword"                                    | Joe Johnston e Jeff Liu                         | 30 de dezembro de 2015                                      | 15 de junho de 2015    | 20 de julho de 2015                                         | 1031-060           | 1.98                   |
| Pérola ensina Connie a lutar esgrima como uma espadachim para defender Steven.                                                                                          |                  | |                                                 |                                                             |                        |                                                             |                    |                        |
| 59 | 7                | "Ondas Gigantes, Céus Explosivos ((BR)) Marés a Subir, Céus Estrondosos (PT)" "Rising Tides, Crashing Skies" | Lamar Abrams e Hellen Jo                        | 2015                                                        | 16 de junho de 2015    | 27 de julho de 2015                                         | 1031-059           | 1.82                   |
| Ronaldo investiga Steven e as Crystal Gems, alegando que elas são uma ameaça para a cidade.                                                                             |                  | |                                                 |                                                             |                        |                                                             |                    |                        |
| 60 | 8                | "Ficando Juntas (BR) Mantendo-se Unidas (PT)" "Keeping it Together"                                          | Raven M. Molisee e Paul Villeco                 | 2015                                                        | 17 de junho de 2015    | 2 de novembro de 2015                                       | 1031-061           | 1.80                   |
| Steven e as Gems vão ao jardim de infância e descobrem um segredo obscuro.                                                                                              |                  | |                                                 |                                                             |                        |                                                             |                    |                        |
| 61 | 9                | "Temos que Conversar ((BR)) Precisamos de Falar (PT)" "We Need to Talk"                                      | Hilary Florido, Katie Mitroff, e Rebecca Sugar  | 29 de novembro de 2015                                      | 18 de junho de 2015    | 9 de novembro de 2015                                       | 1031-062           | 1.73                   |
| Greg conta para Steven e Connie a história de como ele aprendeu tudo sobre as fusões dos Gems. - Censura em Portugal: É censurado a dança de fusão de "Rainbow Quartz". |                  | |                                                 |                                                             |                        |                                                             |                    |                        |
| 62 | 10               | "'Tá-se Bem (PT)" "Chille Tid"                                                                               | Lamar Abrams e Lauren Zuke                      | 2015                                                        | 19 de junho de 2015    | 16 de novembro de 2015                                      | 1031-063           | 1.90                   |
| Steven, junto com as Gems, fazem uma festa do pijama que irá lhes permitir ter um tempo para relaxar.                                                                   |                  | |                                                 |                                                             |                        |                                                             |                    |                        |
| 63 | 11               | "Peça Ajuda (BR) Pedido de Ajuda(PT)" "Cry for Help"                                                         | Joe Johnston e Jeff Liu                         | 2015                                                        | 13 de julho de 2015    | 23 de novembro de 2015                                      | 1031-064           | 1.71                   |
| O programa de TV favorito de Steven é interrompido por interferências mágicas no sinal.                                                                                 |                  | |                                                 |                                                             |                        |                                                             |                    |                        |
| 64 | 12               | "Motel Keystone(BR) Motel de Keystone (PT)" "Keystone Motel"                                                 | Raven M. Molisee, Paul Villeco, e Rebecca Sugar | 2015                                                        | 14 de julho de 2015    | 30 de novembro de 2015                                      | 1031-065           | 1.73                   |
| Greg leva Steven e Garnet para uma viagem de carro para um motel, mas as discussões entre Rubi e Safira atrapalham os planos de Steven de relaxar e se divertir.        |                  | |                                                 |                                                             |                        |                                                             |                    |                        |
| 65 | 13               | "Amigo Cebola(BR) Amigo Onion (PT)" "Onion Friend"                                                           | Lamar Abrams e Katie Mitroff                    | 12 de dezembro de 2015                                      | 15 de julho de 2015    | 14 de dezembro de 2015                                      | 1031-067           | 1.83                   |
| Cebola parece ficar muito tempo sozinho, então Steven e Ametista aproveitam a oportunidade de visitar sua casa e aprender mais sobre seu mundo estranho.                |                  | |                                                 |                                                             |                        |                                                             |                    |                        |
| 66 | 14               | "Fricção Histórica (BR)/(PT)" "Historical Friction"                                                          | Hilary Florido e Lauren Zuke                    | 2015                                                        | 16 de julho de 2015    | 21 de dezembro de 2015                                      | 1031-066           | 1.88                   |
| Steven e Jamie montam um teatro em Beach City. |                  | |                                                 |                                                             |                        |                                                             |                    |                        |
| 67 | 15               | "Amizade (BR) Nave Amiga (PT)" "Friend Ship"                                                                 | Joe Johnston e Jeff Liu                         | 12 de dezembro de 2015                                      | 17 de julho de 2015    | 28 de dezembro de 2015                                      | 1031-068           | 1.65                   |
| As Crystal Gems exploram uma nave antiga. - Censura no Brasil: É censurado quando Peridot fala "You idiot" a Pérola.                                                    |                  | |                                                 |                                                             |                        |                                                             |                    |                        |
| 68 | 16               | "Pesadelo Hospitalar (BR) Hospital Pesadelo (PT)" "Nightmare Hospital"                                       | Raven M. Molisee e Paul Villeco                 | 13 de dezembro de 2015                                      | 10 de setembro de 2015 | 4 de janeiro de 2016                                        | 1031-069           | 1.39                   |
| Steven e Connie entram escondidos dentro de um hospital para recuperar a Espada da Rose.                                                                                |                  | |                                                 |                                                             |                        |                                                             |                    |                        |
| 69 | 17               | "A Canção da Sadie(BR / (PT)" "Sadie's Song"                                                                 | Raven M. Molisee e Paul Villeco                 | 28 de maio de 2016                                          | 17 de setembro de 2015 | 25 de abril de 2016                                         | 1031-073           | 1.50                   |
| Steven vê Sadie cantando e acha que ela deveria participar de um concurso.                                                                                              |                  | |                                                 |                                                             |                        |                                                             |                    |                        |
| 70 | 18               | "Pegar e Largar (BR) Apanhar e Soltar (PT)" "Catch and Release"                                              | Hilary Florido e Lauren Zuke                    | 13 de dezembro de 2015                                      | 24 de setembro de 2015 | 11 de janeiro de 2016                                       | 1031-070           | 1.39                   |
| Quando as Gems prendem Peridot numa bolha no momento em que ela ia falar algo importante, Steven a liberta para descobrir o que ela ia dizer, mas ela não quer ajudar.  |                  | |                                                 |                                                             |                        |                                                             |                    |                        |
| 71 | 19               | "Quando Chove (BR)/(PT)" "When It Rains"                                                                     | Lamar Abrams e Katie Mitroff                    | 19 de dezembro de 2015                                      | 1 de outubro de 2015   | 18 de janeiro de 2016                                       | 1031-071           | 1.36                   |
| Steven descobre que Peridot tem medo de tempestade e a ajuda a superar seu medo. Enquanto isso, Peridot decide contar para as Gems sobre O Grupo.                       |                  | |                                                 |                                                             |                        |                                                             |                    |                        |
| 72 | 20               | "De Volta Ao Celeiro (BR)/(PT)" "Back to the Barn"                                                           | Joe Johnston e Jeff Liu                         | 19 de dezembro de 2015                                      | 8 de outubro de 2015   | 25 de janeiro de 2016                                       | 1031-072           | 1.39                   |
| Steven e as Gems voltam para o celeiro da família para tentar construir uma máquina com a qual eles possam chegar no Grupo.                                             |                  | |                                                 |                                                             |                        |                                                             |                    |                        |
| 73 | 21               | "Longe Demais ((BR)) Demasiado Longe (PT)" "Too Far"                                                         | Hilary Florido e Lauren Zuke                    | 28 de maio de 2016                                          | 15 de outubro de 2015  | 4 de abril de 2016                                          | 1031-074           | 1.39                   |
| Peridot, Ametista e Steven fofocam sobre as outras Gems, e Peridot acaba ferindo o coração de Ametista.                                                                 |                  | |                                                 |                                                             |                        |                                                             |                    |                        |
| 74 | 22               | "A Resposta (BR)/(PT)" "The Answer"                                                                          | Lamar Abrams e Katie Mitroff                    | 29 de maio de 2016                                          | 4 de janeiro de 2016   | 2 de maio de 2016                                           | 1031-075           | 1.38                   |
| Garnet finalmente conta a Steven a história de como Safira conheceu Rubi.                                                                                               |                  | |                                                 |                                                             |                        |                                                             |                    |                        |
| 75 | 23               | "Aniversário do Steven (BR)/(PT)" "Steven's Birthday"                                                        | Lamar Abrams e Katie Mitroff                    | 5 de junho de 2016                                          | 5 de janeiro de 2016   | 5 de setembro de 2016                                       | 1031-079           | 1.35                   |
| Steven tem uma festa de aniversário no celeiro, e decide que tem que crescer.                                                                                           |                  | |                                                 |                                                             |                        |                                                             |                    |                        |
| 76 | 24               | "Poderia Ter Sido Ótimo ((BR)) Podia Ter Sido Ótimo (PT)" "It Could've Been Great"                           | Joe Johnston e Jeff Liu                         | 29 de maio de 2016                                          | 6 de janeiro de 2016   | 11 de abril de 2016                                         | 1031-076           | 1.45                   |
| As Gems fazem uma viagem para a lua. |                  | |                                                 |                                                             |                        |                                                             |                    |                        |
| 77 | 25               | "Mensagem Recebida (BR)/(PT)" "Message Received"                                                             | Raven M.Molisee e Paul Villeco                  | 4 de junho de 2016                                          | 7 de janeiro de 2016   | 18 de abril de 2016                                         | 1031-077           | 1.39                   |
| Steven tem dúvidas quanto a acreditar em todo mundo. |                  | |                                                 |                                                             |                        |                                                             |                    |                        |
| 78 | 26               | "Diário de Bordo 7-15-2 (BR) Data de Registo 7 15 2 (PT)" "Log Date 7 15 2"                                  | Hilary Florido e Lauren Zuke                    | 4 de junho de 2016                                          | 8 de janeiro de 2016   | 28 de junho de 2016                                         | 1031-078           | 1.34                   |
| Steven sorrateiramente escuta o áudio-diário de Peridot. |                  | |                                                 |                                                             |                        |                                                             |                    |                        |

### 3.ª temporada (2016)
| Episódio (série) | Episódio (temp.) | Título | Escrito e storyboards por                             | Exibição original                         | Exibição no Brasil                                       | Exibição em Portugal    | Código de produção  | Audiência (em milhões) |
| --- | ---------------- | --- | ----------------------------------------------------- | ----------------------------------------- | -------------------------------------------------------- | ----------------------- | ------------------- | ---------------------- |
| 79 | 1                | "Super Ilha Melancia (BR) A Ilha dos Super Melancias (PT)" "Super Watermelon Island (Parte 1)"             | Joe Johnston e Jeff Liu                               | 12 de maio de 2016                        | 4 de setembro de 2016 (Online) 3 de outubro de 2016 (TV) | 04 de junho de 2016     | 1031-080            | 1.69                   |
| Steven descobre o que aconteceu com todas as melancias racionais que criou. |                  | |                                                       |                                           |                                                          |                         |                     |                        |
| 80 | 2                | "Broca de Gems (BR) Fura Joias (PT)" "Gem Drill (Parte 2)"                                                 | Raven M. Molisee e Paul Villeco                       | 12 de maio de 2016                        | 03 de outubro de 2016                                    | 05 de junho de 2016     | 1031-081            | 1.69                   |
| Steven e Peridot vão a uma aventura subterrânea. |                  | |                                                       |                                           |                                                          |                         |                     |                        |
| 81 | 3                | "O Mesmo Mundo (BR) O Velho Mundo de Sempre (PT)" "Same Old World"                                         | Lamar Abrams e Katie Mitroff                          | 19 de maio de 2016                        | 10 de outubro de 2016                                    | 05 de junho de 2016     | 1031-083            | 1.40                   |
| Steven e Lápis-Lazuli saem em uma aventura. |                  | |                                                       |                                           |                                                          |                         |                     |                        |
| 82 | 4                | "Colegas de Celeiro (BR) Companheiras de Celeiro (PT)" "Barn Mates"                                        | Hilary Florido e Lauren Zuke                          | 21 de maio de 2016 26 de maio de 2016     | 17 de outubro de 2016                                    | 11 de junho de 2016     | 1031-082            | 1.37                   |
| Steven ajuda Lapis e Peridot a se entenderem em um celeiro. |                  | |                                                       |                                           |                                                          |                         |                     |                        |
| 83 | 5                | "Tacada Certeira (BR) Acerta no Diamante (PT)" "Hit The Diamond"                                           | Joe Johnston e Jeff Liu                               | 21 de maio de 2016 02 de junho de 2016    | 24 de outubro de 2016                                    | 11 de junho de 2016     | 1031-084            | 1.55                   |
| Steven e as Gems jogam uma partida de Basebol contra as Rubis. |                  | |                                                       |                                           |                                                          |                         |                     |                        |
| 84 | 6                | "Steven Voador (BR) Steven Flutuante (PT)" "Steven Floats"                                                 | Paul Villeco                                          | 22 de maio de 2016 18 de julho de 2016    | 7 de novembro de 2016                                    | 21 de janeiro de 2017   | 1031-085            | 1.55                   |
| Steven descobre um novo poder, que atrapalha ele de ganhar a 1ª rosquinha do dia no Big Rosquinha. |                  | |                                                       |                                           |                                                          |                         |                     |                        |
| 85 | 7                | "Som na Caixa Pai (BR) "Pai Ausente, Batida Quente (PT) "Drop Beat Dad"                                    | Lamar Abrams e Katie Mitroff                          | 18 de julho de 2016                       | 14 de novembro de 2016                                   | 22 de janeiro de 2017   | 1031-087            | 1.55                   |
| Steven ajuda Creme Azedo a fazer um show, apesar de o padrasto de Creme Azedo não aprovar sua carreira de DJ. |                  | |                                                       |                                           |                                                          |                         |                     |                        |
| 86 | 8                | "Senhor Greg (BR) "Sr. Greg (PT) "Mr. Greg"                                                                | Joe Johnston e Jeff Liu                               | 19 de julho de 2016                       | 21 de Novembro de 2016                                   | 22 de janeiro de 2017   | 1031-088            | 1.55                   |
| Steven, Pérola e Greg vão a Empire City. |                  | |                                                       |                                           |                                                          |                         |                     |                        |
| 87 | 9                | "Baixos Demais Pra Brincar (BR) "Não Estar à Altura (PT) "Too Short to Ride"                               | Hilary Florido e Lauren Zuke                          | 20 de julho de 2016                       | 28 de novembro de 2016                                   | 21 de janeiro de 2017   | 1031-086            | 1.41                   |
| Steven, Ametista e Peridot vão a um parque de diversões e Peridot descobre um novo poder. |                  | |                                                       |                                           |                                                          |                         |                     |                        |
| 88 | 10               | "O Novo Lars (BR)/(PT)" "The New Lars"                                                                     | Raven M. Molisee e Paul Villeco                       | 21 de julho de 2016                       | 5 de dezembro de 2016                                    | 28 de janeiro de 2017   | 1031-089            | 1.53                   |
| Steven observa a vida de Lars. |                  | |                                                       |                                           |                                                          |                         |                     |                        |
| 89 | 11               | "Corrida Em Beach City (BR) "Ligação Beach City (PT) "Beach City Drift"                                    | Hilary Florido e Lauren Zuke                          | 22 de julho de 2016                       | 12 de dezembro de 2016                                   | 28 de janeiro de 2017   | 1031-090            | 1.29                   |
| Steven fundiu-se com Connie para participar de uma corrida de carros contra Kevin. |                  | |                                                       |                                           |                                                          |                         |                     |                        |
| 90 | 12               | "Guerra de Restaurante (BR) "Guerra dos Restaurantes (PT) "Restaurant Wars"                                | Lamar Abrams e Katie Mitroff                          | 25 de julho de 2016                       | 19 de dezembro de 2016                                   | 29 de janeiro de 2017   | 1031-091            | 1.51                   |
| Steven deve ajudar os Fryman e os Pizza a resolver a rivalidade que ressurgiu entre os seus restaurantes. |                  | |                                                       |                                           |                                                          |                         |                     |                        |
| 91 | 13               | "Entregas de Pizza da Kiki (BR) "Serviço de Entrega de Pizzas da Kiki (PT) "Kiki's Pizza Service Delivery" | Colin Howard e Jeff Liu                               | 26 de julho de 2016                       | 26 de dezembro de 2016                                   | 29 de janeiro de 2017   | 1031-092            | 1.31                   |
| Com seus poderes de telepatia, Steven ajuda Kiki a enfrentar um pesadelo recorrente. |                  | |                                                       |                                           |                                                          |                         |                     |                        |
| 92 | 14               | "Reencontro Monstruoso (BR) "Reencontro de Monstros (PT) "Monster Reunion"                                 | Raven M. Molisee e Paul Villeco                       | 27 de julho de 2016                       | 16 de janeiro de 2017                                    | 4 de fevereiro de 2017  | 1031-093            | 1.38                   |
| Quando os poderes de cura do Steven voltam, ele os usa para tentar curar a Centípoda. No entanto, Gems corrompidas é um pouco mais complicado do que Steven pensava. |                  | |                                                       |                                           |                                                          |                         |                     |                        |
| 93 | 15               | "Sozinhos no Mar (BR) "Sozinha no Mar (PT) "Alone at Sea"                                                  | Hilary Florido, Kat Morris e Rebecca Sugar            | 28 de julho de 2016                       | 17 de janeiro de 2017                                    | 4 de fevereiro de 2017  | 1031-094            | 1.32                   |
| Steven, Greg e Lápis fazem uma viagem de barco para o mar e encontram-se em águas perigosas. |                  | |                                                       |                                           |                                                          |                         |                     |                        |
| 94 | 16               | "Greg Babá (BR) "Greg o Babysitter (PT) "Greg the Babysitter"                                              | Lamar Abrams e Katie Mitroff                          | 29 de julho de 2016                       | 18 de janeiro de 2017                                    | 5 de fevereiro de 2017  | 1031-095            | 1.31                   |
| Greg conta ao Steven como veio trabalhar no lava carros. |                  | |                                                       |                                           |                                                          |                         |                     |                        |
| 95 | 17               | "Caçando Gems (BR) "Caça às Joias (PT) "Gem Hunt"                                                          | Colin Howard e Jeff Liu                               | 01 de agosto de 2016                      | 19 de janeiro de 2017                                    | 5 de fevereiro de 2017  | 1031-096            | 1.64                   |
| Connie vai em sua primeira missão com Steven e Pérola ao Grande Norte para encontrar um monstro Gem corrompido. |                  | |                                                       |                                           |                                                          |                         |                     |                        |
| 96 | 18               | "Bate o Chicote (BR) "Pulso Firme (PT) "Crack the Whip"                                                    | Raven M. Molisee e Paul Villeco                       | 02 de agosto de 2016                      | 20 de janeiro de 2017                                    | 11 de fevereiro de 2017 | 1031-097            | 1.90                   |
| Garnet e Pérola retornam ao Grande Norte para procurar Jasper, enquanto Steven, Ametista e Connie têm um dia de diversão em torno de Beach City. |                  | |                                                       |                                           |                                                          |                         |                     |                        |
| 97 | 19               | "Steven Contra Ametista (BR)/(PT)" "Steven vs. Amethyst"                                                   | Hilary Florido e Lauren Zuke                          | 03 de agosto de 2016                      | 23 de janeiro de 2017                                    | 11 de fevereiro de 2017 | 1031-098            | 1.74                   |
| Na sequência dos acontecimentos do episódio anterior, a auto-estima de Ametista atingiu o fundo do poço. Com o crescente poder de Steven, Ametista começa a suspeitar que ela é agora a Gem mais fraca da equipe. |                  | |                                                       |                                           |                                                          |                         |                     |                        |
| 98–99 | 20–21            | "Bismuto (BR)/(PT)" "Bismuth"                                                                              | Lamar Abrams, Colin Howard, Jeff Liu, e Katie Mitroff | 04 de agosto de 2016                      | 24 de janeiro de 2017                                    | 12 de fevereiro de 2017 | 1031-099 & 1031-100 | 2.15                   |
| Bismuto, uma das Crystal Gems originais, é acidentalmente libertada por Steven de uma bolha dentro da juba do Leão. Ela é recebida de braços abertos por Pérola e Garnet, e logo faz amizade com Ametista. No entanto, Steven logo percebe que a visão de Bismuto sobre a rebelião é radicalmente diferente das outras gems quando ela mostra ânsia de reativar a Guerra Gem com uma arma secreta. |                  | |                                                       |                                           |                                                          |                         |                     |                        |
| 100 | 22               | "Beta (Parte 1)"                                                                                           | Hilary Florido e Lauren Zuke                          | 05 de Agosto de 2016 08 de agosto de 2016 | 25 de janeiro de 2017                                    | 18 de fevereiro de 2017 | 1031-101            | 1.99                   |
| Peridot, Steven e Ametista vão ao Jardim de infância do deserto. |                  | |                                                       |                                           |                                                          |                         |                     |                        |
| 101 | 23               | "Terráqueas (BR) Terráqueos(PT)" "Earthlings (Parte 2)"                                                    | Raven M. Molisee e Paul Villeco                       | 08 de agosto de 2016                      | 26 de janeiro de 2017                                    | 18 de fevereiro de 2017 | 1031-102            | 1.99                   |
| Steven, Ametista e Peridot encontram Jasper. Para lutar contra ela, Steven e Ametista se fundem em Smoky Quartz enquanto Peridot tenta usar seus poderes de metal para ajudar. |                  | |                                                       |                                           |                                                          |                         |                     |                        |
| 102 | 24               | "De Volta à Lua (BR)/(PT)" "Back to the Moon (Parte 3)"                                                    | Lamar Abrams e Katie Mitroff                          | 09 de agosto de 2016                      | 27 de janeiro de 2017                                    | 19 de fevereiro de 2017 | 1031-103            | 1.45                   |
| A equipe de expedição das Rubis voltam para o celeiro ainda à procura de Jasper, para tentar levá-las embora, Ametista usa sua Mudança de forma para se parecer com Jasper. No entanto, as coisas ficam mal quando as Rubis querem que ela entre em contato com a Diamante Amarelo na Base Lunar, com Steven, Garnet e Pérola como seus "Prisioneiros".                                            |                  | |                                                       |                                           |                                                          |                         |                     |                        |
| 103 | 25               | "Na Bolha (BR) "Numa Bolha (PT) Bubbled (Parte 4)                                                          | Colin Howard e Jeff Liu                               | 10 de agosto de 2016                      | 30 de janeiro de 2017                                    | 19 de fevereiro de 2017 | 1031-104            | 1.57                   |
| Depois de ser sugado para fora da câmara da Base Lunar, Steven e as Rubis estão presos flutuando no meio do espaço, para se manter seguro, Steven se coloca em uma bolha e corre para uma das Rubis no processo. |                  | |                                                       |                                           |                                                          |                         |                     |                        |

### 4.ª temporada (2016–2017)
| Episódio (série) | Episódio (temp.) | Título | Escrito e storyboards por                                    | Exibição original       | Exibição no Brasil     | Exibição em Portugal   | Código de produção  | Audiência (em milhões) |
| --- | ---------------- | --- | ------------------------------------------------------------ | ----------------------- | ---------------------- | ---------------------- | ------------------- | ---------------------- |
| 104 | 1                | "A Menina do Jardim de Infância (BR) "A Miúda do Jardim de Infância (PT) Kindergarten Kid                   | Lamar Abrams e Katie Mitroff                                 | 11 de agosto de 2016    | 31 de janeiro de 2017  | 10 de junho de 2017    | 1040-105            | 1.37                   |
| Steven e Peridot estão determinados a pegar um rápido e elusivo Gem monstro. |                  | |                                                              |                         |                        |                        |                     |                        |
| 105 | 2                | "Conheça Sua Fusão(BR) "Conhece a Tua Fusão (PT) Know Your Fusion                                           | Hilary Florido e Lauren Zuke                                 | 12 de agosto de 2016    | 2 de fevereiro de 2017 | 10 de junho de 2017    | 1040-106            | 1.35                   |
| Quando Steven e Ametista introduzem Quartzo Fumê para Garnet e Pérola, elas se fundem em Sardonyx e entrevistam Quartzo Fumê sobre o que os torna especiais. |                  | |                                                              |                         |                        |                        |                     |                        |
| 106 | 3                | "O Livro do Buddy (BR) "O Livro do Amigo (PT) Buddy's Book                                                  | Lamar Abrams e Katie Mitroff                                 | 18 de agosto de 2016    | 1 de fevereiro de 2017 | 11 de junho de 2017    | 1040-107            | 1.37                   |
| Quando Connie leva Steven para a Biblioteca Pública, eles descobrem um velho livro escrito por William Buddy, o primeiro companheiro de William Dewey. |                  | |                                                              |                         |                        |                        |                     |                        |
| 107 | 4                | "Educação de Consciência (BR) "Educação Consciente (PT) Mindful Education                                   | Colin Howard, Jeff Liu,e Takafumi Hori                       | 25 de agosto de 2016    | 3 de fevereiro de 2017 | 11 de junho de 2017    | 1040-108            | 1.33                   |
| Steven e Connie continuam seu treinamento de combate, e praticam combates sob a forma de Stevonnie. No entanto, quando a culpa esmagadora tanto de Steven quanto de Connie sobre eventos passados entram em seu caminho, Garnet os ajuda a encontrar a paz interior. |                  | |                                                              |                         |                        |                        |                     |                        |
| 108 | 5                | "Zoltron, Menino do Futuro (BR) "Zoltron, O Menino do Futuro (PT) Future Boy Zoltron                        | Raven M. Molisee e Paul Villeco                              | 1 de setembro de 2016   | 6 de fevereiro de 2017 | 17 de junho de 2017    | 1040-109            | 1.36                   |
| Depois de Steven quebrar acidentalmente uma velha e cara máquina que fala sobre seu futuro em Funland, ele decide tomar lugar dela e dizer o futuro das pessoas. Inicialmente o trabalho é divertido, mas ele acaba encontrando um homem misterioso que parece ter apenas um futuro deprimente.                                                                                        |                  | |                                                              |                         |                        |                        |                     |                        |
| 109 | 6                | "Última a Sair de Beach City (BR) "O Último a Sair de Beach City (PT) Last One Out of Beach City            | Hilary Florido e Lauren Zuke                                 | 8 de setembro de 2016   | 7 de fevereiro de 2017 | 17 de junho de 2017    | 1040-110            | 1.31                   |
| Pérola se oferece para ir com Steven e Ametista para um show de rock, decidindo entrar em contato com seu lado rebelde, e tentando impressionar uma mulher que se parece com Rose. |                  | |                                                              |                         |                        |                        |                     |                        |
| 110 | 7                | "A Turma do Cebola (BR) "O Gangue do Onion (PT) Onion Gang                                                  | Lamar Abrams e Katie Mitroff                                 | 15 de setembro de 2016  | 8 de fevereiro de 2017 | 24 de junho de 2017    | 1040-111            | 1.26                   |
| Cebola traz Steven para o bosque para apresentá-lo aos seus amigos e ter um dia divertido. |                  | |                                                              |                         |                        |                        |                     |                        |
| 111–112 | 89               | "Colheita de Gem (BR) "A Colheita das Joias (PT) Gem Harvest                                                | Raven M. Molisee, Paul Villeco, Hilary Florido,e Lauren Zuke | 17 de novembro de 2016  | 19 de junho de 2017    | 18 de junho de 2017    | 1040-113 & 1040-114 | 1.39                   |
| Quando Steven visita Lapis e Peridot no celeiro, eles recebem uma visita inesperada do primo de Greg, Andy. Para conhecer um pouco mais sobre seu tio e fazê-lo sentir-se em casa, Steven tenta sediar um jantar de família com Andy, Greg e as gems. |                  | |                                                              |                         |                        |                        |                     |                        |
| 113 | 10               | "Três Gems e um Bebê (BR) "Três Joias e um Bebé (PT) Three Gems and a Baby                                  | Lamar Abrams e Katie Mitroff                                 | 1 de dezembro de 2016   | 26 de junho de 2017    | 24 de junho de 2017    | 1040-115            | 1.29                   |
| Greg diz a Steven sobre seu primeiro inverno como um bebê: quando Steven tinha apenas alguns meses de idade, as Gems ainda estavam lutando para aprender a entender que Rose Quartz havia desistido de sua forma para permitir que Steven nascesse e não voltasse mais. |                  | |                                                              |                         |                        |                        |                     |                        |
| 114 | 11               | "O Sonho do Steven (BR)/(PT) "Steven's Dream                                                                | Jeff Liu e Colin Howard                                      | 30 de janeiro de 2017   | 3 de julho de 2017     | 25 de junho de 2017    | 1040-116            | 1.33                   |
| Steven começa a ter um sonho estranho que faz com que ele chore. Ele rapidamente percebe que o sonho está relacionado com a Diamante Rosa, mas quando ele pede as gems para lhe dar informações sobre a Diamante Rosa, elas se recusam. Então Steven e Greg viajam para a Coreia para encontrar a verdade por si mesmos.                                                               |                  | |                                                              |                         |                        |                        |                     |                        |
| 115 | 12               | "Aventuras com Distorção de Luz (BR) " Aventuras Sob a Distorção da luz (PT) Adventures in Light Distortion | Raven M. Molisee e Paul Villeco                              | 30 de janeiro de 2017   | 4 de julho de 2017     | 25 de junho de 2017    | 1040-117            | 1.33                   |
| Depois que Greg é sequestrado pela Diamante Azul, Steven e as Gems correm para o espaço com a nave das Rubis para resgatá-lo. Na pressa de Steven, ele coloca a si mesmo e as Gems em perigo. |                  | |                                                              |                         |                        |                        |                     |                        |
| 116 | 13               | "Assalto de Gem (BR) "Assalto das Joias (PT) Gem Heist                                                      | Hilary Florido e Lauren Zuke                                 | 31 de janeiro de 2017   | 5 de julho de 2017     | 1 de julho de 2017     | 1040-118            | 1.25                   |
| As Gems chegam a uma estação espacial que pertenceu a Diamante Rosa e se esgueiram para resgatar Greg. Mas para isso, elas deverão desempenhar os papéis para os quais foram feitas, para não despertar suspeitas. |                  | |                                                              |                         |                        |                        |                     |                        |
| 117 | 14               | "O Zoológico (BR) "O Zoo (PT) The Zoo                                                                       | Lamar Abrams e Katie Mitroff                                 | 1 de fevereiro de 2017  | 6 de julho de 2017     | 1 de julho de 2017     | 1040-119            | 1.23                   |
| Steven encontra Greg no "Zoológico Humano" da Diamante Rosa e tenta achar uma saída, mas isso não será tão fácil quanto ele pensa. |                  | |                                                              |                         |                        |                        |                     |                        |
| 118 | 15               | "Isso é Tudo (BR) "Por Agora é Só (PT) That Will Be All                                                     | Colin Howard, Joe Johnston e Rebecca Sugar                   | 2 de fevereiro de 2017  | 7 de julho de 2017     | 2 de julho de 2017     | 1040-120            | 1.15                   |
| Enquanto Diamante Azul e Diamante Amarelo discutem sobre suas formas divergentes de lidar com a morte de Diamante Rosa, Steven, Greg e as Crystal Gems tentam escapar da estação espacial antes de serem descobertos. - Nota: Os episódios desde "Steven's Dream" até "That Will Be All" foram postados propositalmente mais cedo no site da CN Americana no dia 2 de janeiro de 2017. |                  | |                                                              |                         |                        |                        |                     |                        |
| 119 | 16               | "As Novas Crystal Gems (BR) "As Novas Joias de Cristal (PT) The New Crystal Gems                            | Raven M. Molisee e Paul Villeco                              | 10 de fevereiro de 2017 | 7 de agosto de 2017    | 16 de dezembro de 2017 | 1040-121            | 1.06                   |
| Connie conta para Steven o que aconteceu enquanto ele estava no espaço. Ela, Peridot e Lapis tomaram os lugares das Crystal Gems como as protetoras de Beach City. |                  | |                                                              |                         |                        |                        |                     |                        |
| 120 | 17               | "Tempestade no Quarto (BR)/(PT) "Storm In The Room                                                          | Colin Howard e Jeff Liu                                      | 17 de fevereiro de 2017 | 28 de agosto de 2017   | 17 de dezembro de 2017 | 1040-124            | 1.02                   |
| Depois que a Connie vai embora com sua mãe, e as Gems estão no lava-jato, Steven entra em seu quarto no Templo para falar com sua mãe. No início, Steven sente-se feliz com a reunião que sempre quis, mas logo fica atormentado pelas coisas que aprendeu sobre sua mãe. |                  | |                                                              |                         |                        |                        |                     |                        |
| 121 | 18               | "Pedronaldo (BR) "Rochanaldo (PT) Rocknaldo                                                                 | Hilary Florido e Lauren Zuke                                 | 24 de fevereiro de 2017 | 14 de agosto de 2017   | 16 de dezembro de 2017 | 1040-122            | 1.10                   |
| Ronaldo decide juntar-se as Crystal Gems. Entretanto, uma vez que Steven o deixa juntar-se a equipe, a atitude egocêntrica de Ronaldo começa a tirar a paciência de Steven. |                  | |                                                              |                         |                        |                        |                     |                        |
| 122 | 19               | "Tigre Filantropo (BR)/(PT) "Tiger Philanthropist                                                           | Lamar Abrams e Katie Mitroff                                 | 3 de março de 2017      | 21 de agosto de 2017   | 17 de dezembro de 2017 | 1040-123            | 0.90                   |
| Quando Ametista deixa de lutar no armazém abandonado, Steven continua a ser o Tigre Filântropo. No entanto, Steven logo começa a duvidar na hora da luta quando o público não leva a sua nova pessoa a sério. |                  | |                                                              |                         |                        |                        |                     |                        |
| 123 | 20               | "Espaço Pra Rubi (BR) "Espaço P'ra Rubi (PT) Room for Ruby                                                  | Raven M. Molisee e Lauren Zuke                               | 10 de março de 2017     | 22 de dezembro de 2017 | 23 de dezembro de 2017 | 1040-125            | 0.95                   |
| Uma das Rubis cai na Terra e é bem recebida por Steven para ser uma Crystal Gem. No entanto, Lapis Lazuli não confia na natureza excessivamente otimista dela. |                  | |                                                              |                         |                        |                        |                     |                        |
| 124 | 21               | "Leão 4: Final Alternativo (BR) "Leão 4: Um Final Alternativo (PT) Lion 4: Alternate Ending                 | Hilary Florido e Paul Villeco                                | 8 de maio de 2017       | 22 de dezembro de 2017 | 23 de dezembro de 2017 | 1040-126            | 1.01                   |
| Steven tenta procurar mensagens secretas que Rose pode ter deixado sobre seu "destino mágico". Leão eventualmente o leva a uma fita - mas é apenas uma versão alternativa da mensagem de Rose que ele já viu. - Nota: Este episódio foi publicado no dia 23 de Março de 2017 por uma operadora (sistema on demand) do Canadá.                                                          |                  | |                                                              |                         |                        |                        |                     |                        |
| 125 | 22               | "Tocaia Com o Doug (BR) "Doug Em Ação (PT) Doug Out                                                         | Lamar Abrams e Katie Mitroff                                 | 9 de maio de 2017       | 15 de janeiro de 2018  | 30 de dezembro de 2017 | 1040-127            | 0.96                   |
| Steven e Connie são convidados pelo pai de Connie, Doug, a ajudar a investigar quem está entrando em Funland, sem autorização, quando o parque está fechado. |                  | |                                                              |                         |                        |                        |                     |                        |
| 126 | 23               | "O Bom Lars (BR) "Lars, o Bom Rapaz (PT) The Good Lars                                                      | Colin Howard e Jeff Liu                                      | 10 de maio de 2017      | 16 de janeiro de 2018  | 30 de dezembro de 2017 | 1040-128            | 0.95                   |
| Steven, Lars e Sadie são convidados para uma festa com os descolados, mas Lars está nervoso sobre revelar suas habilidades. |                  | |                                                              |                         |                        |                        |                     |                        |
| 127 | 24               | "Você é Meu Pai? (BR) "És o Meu Pai? (PT) Are You My Dad?                                                   | Raven Molisee e Lauren Zuke                                  | 11 de maio de 2017      | 17 de janeiro de 2018  | 6 de janeiro de 2018   | 1040-129            | 1.14                   |
| Lars, Sadie, Cebola e Jamie misteriosamente desaparecem, e ao resolver o mistério, Steven e Connie se deparam com o que parece ser uma nova gem. |                  | |                                                              |                         |                        |                        |                     |                        |
| 128 | 25               | "Eu Sou a Minha Mãe (BR) "Eu Sou a Minha Mãe! (PT) I Am My Mom                                              | Hilary Florido e Paul Villeco                                | 11 de maio de 2017      | 18 de janeiro de 2018  | 6 de janeiro de 2018   | 1040-130            | 1.14                   |
| Steven e as Gems tentam salvar os amigos de Steven das gems Água-Marinha e Topázio, mas Steven faz a decisão mais difícil de sempre. |                  | |                                                              |                         |                        |                        |                     |                        |

### 5.ª temporada (2017–2019)
| Episódio (série) | Episódio (temp.) | Título | Escrito e storyboards por | Exibição original      | Exibição no Brasil      | Exibição em Portugal                                     | Código de produção                      | Audiência (em milhões) |
| --- | ---------------- | --- | --- | ---------------------- | ----------------------- | -------------------------------------------------------- | --------------------------------------- | ---------------------- |
| 129 | 1                | "Presos Juntos (BR)/(PT) "Stuck Together                                                                     | Lauren Zuke | 29 de maio de 2017     | 19 de janeiro de 2018   | 26 de março 2018                                         | 1053-133                                | 1.53                   |
| Steven e Lars, presos dentro de Topázio, tentam encontrar uma maneira de escapar da nave que está indo para Homeworld. Enquanto isso sua conversa sincera ganha a simpatia de Topázio. |                  | | |                        |                         |                                                          |                                         |                        |
| 130 | 2                | "O Julgamento (BR)/(PT) "The Trial                                                                           | Paul Villeco e Katie Mitroff | 29 de maio de 2017     | 22 de janeiro de 2018   | 26 de março de 2018                                      | 1053-134                                | 1.53                   |
| Steven é colocado em julgamento pelas Diamantes pelo assassinato da Diamante Rosa. Durante o julgamento, a advogada de Steven argumenta que a morte da Diamante Rosa não faz sentido, esclarecendo alguns fatos. |                  | | |                        |                         |                                                          |                                         |                        |
| 131 | 3                | "Descoloridas (BR) "Sem Cor (PT) Off Colors                                                                  | Lamar Abrams e Jeff Liu | 29 de maio de 2017     | 23 de janeiro de 2018   | 27 de março de 2018                                      | 1053-131                                | 1.52                   |
| Depois de escapar das Diamantes, Steven e Lars encontram e fazem amizade com as "Descoloridas", que são um grupo de Gems "defeituosas" que vivem escondidas da sociedade Gem. |                  | | |                        |                         |                                                          |                                         |                        |
| 132 | 4                | "A Cabeça do Lars (BR)/(PT) "Lars' Head                                                                      | Jeff Liu e Madeline Queripel | 29 de maio de 2017     | 24 de janeiro de 2018   | 27 de março de 2018                                      | 1053-132                                | 1.52                   |
| Depois que Steven traz Lars de volta à vida com seus poderes de cura, ele descobre que Lars agora compartilha os mesmos poderes e a mesma dimensão com a juba do Leão. |                  | | |                        |                         |                                                          |                                         |                        |
| 133 | 5                | "Dewey Vence (BR) "O Dewey Ganha (PT) Dewey Wins                                                             | Lamar Abrams e Jeff Liu | 15 de dezembro de 2017 | 25 de janeiro de 2018   | 28 de março de 2018                                      | 1053-135                                | 0.85                   |
| Connie se recusa a conversar com Steven depois que ele retorna de Homeworld. Sentindo-se abatido, ele decide ajudar Bill Dewey com sua campanha de reeleição bastante desesperada para prefeito contra a Nanefua. |                  | | |                        |                         |                                                          |                                         |                        |
| 134 | 6                | "Via-Gem (BR) "Joias de Férias (PT) Gemcation                                                                | Madeline Queripel e Lauren Zuke | 15 de dezembro de 2017 | 29 de janeiro de 2018   | 28 de março de 2018                                      | 1053-137                                | 0.85                   |
| Enquanto Steven ainda está deprimido pelo sumiço de Connie, Greg e as Gems interpretam mal sua tristeza e o levam para uma casa de fazenda para animá-lo, e ele acaba finalmente contando como se sente. |                  | | |                        |                         |                                                          |                                         |                        |
| 135 | 7                | "Levando o Celeiro (BR) "Erguer o Celeiro (PT) Raising the Barn                                              | Amber Cragg e Hilary Florido | 22 de dezembro de 2017 | 26 de janeiro de 2018   | 29 de março de 2018                                      | 1053-136                                | 0.89                   |
| Quando Lapis e Peridot ficam sabendo o que aconteceu com Steven em Homeworld, Lapis decide fugir da Terra. Peridot fala que quer que ela fique, mas Lapis vai embora mesmo assim, levando todo o celeiro com ela para o espaço. |                  | | |                        |                         |                                                          |                                         |                        |
| 136 | 8                | "De Volta ao Jardim de Infância (BR)/(PT) "Back to the Kindergarten                                          | Katie Mitroff e Paul Villeco | 22 de dezembro de 2017 | 30 de janeiro de 2018   | 29 de março de 2018                                      | 1053-138                                | 0.89                   |
| Com Peridot triste com a saída de Lapis, Steven e Ametista decidem ajudá-la a se animar indo com ela até o Jardim de Infância Principal, eles a convencem a plantar flores no Jardim de Infância. |                  | | |                        |                         |                                                          |                                         |                        |
| 137 | 9                | "Sadie Killer"                                                                                               | Lamar Abrams e Jeff Liu | 29 de dezembro de 2017 | 31 de janeiro de 2018   | 30 de março de 2018                                      | 1053-139                                | 0.77                   |
| Steven e os Descolados começam uma banda, mas eles têm dificuldade em encontrar o som deles. Eles chamam Sadie, que escreve uma canção escura sobre seu trabalho frustrante, mas seu trabalho a impede de entrar na banda. |                  | | |                        |                         |                                                          |                                         |                        |
| 138 | 10               | "Festa do Kevin (BR)/(PT) "Kevin Party                                                                       | Amber Cragg e Hilary Florido | 29 de dezembro de 2017 | 1 de fevereiro de 2018  | 30 de março de 2018                                      | 1053-140                                | 0.77                   |
| Kevin está fazendo uma festa e convida Steven. Steven não quer ir, mas muda de ideia quando Kevin fala que Connie estará lá. Quando eles se veem, Kevin decide ajudar Steven a fazer as pazes com Connie para eles se fundirem. - Nota:Os episódios desde "Dewey Wins" até "Kevin Party" foram postados primeiramente no CN APP no dia 10 de novembro de 2017. |                  | | |                        |                         |                                                          |                                         |                        |
| 139 | 11               | "Lars Estelar (BR) "Lars das Estrelas (PT) Lars of the Stars                                                 | Lamar Abrams e Lauren Zuke | 5 de janeiro de 2018   | 24 de fevereiro de 2018 | 2 de abril de 2018                                       | 1053-141                                | 1.11                   |
| Steven e Connie viajam através da juba do Leão para resgatar Lars. Quando eles chegam ao outro lado, eles descobrem que Lars e as Descoloridas roubaram uma nave espacial e agora estão fugindo de Esmeralda. |                  | | |                        |                         |                                                          |                                         |                        |
| 140 | 12               | "Lua Selva (BR) "Selva Lunar (PT) Jungle Moon                                                                | Miki Brewster e Jeff Liu | 5 de janeiro de 2018   | 24 de fevereiro de 2018 | 2 de abril de 2018                                       | 1053-143                                | 1.11                   |
| Stevonnie cai com sua nave na selva de uma lua desconhecida, e é incapaz de entrar em contato com Lars. Ela descobrem que a lua abriga uma base Gem abandonada e orbita uma antiga colônia Gem, e ao ser obrigada a viver por lá, enquanto não é resgata, ela acaba dormindo e tendo um sonho com as Diamantes. |                  | | |                        |                         |                                                          |                                         |                        |
| 141 | 13               | "Sua e Minha Mãe (BR) "A Tua Mãe e a Minha (PT) Your Mother and Mine                                         | Katie Mitroff e Paul Villeco | 9 de abril de 2018     | 1 de maio de 2018       | 15 de julho de 2019                                      | 1053-142                                | 0.77                   |
| Steven traz Garnet através do cabelo de Lars para conhecer as Descoloridas. Quando a tripulação não tem uma boa compreensão de Rose Quartz, Garnet decide contar a verdadeira história de Rose Quartz. |                  | | |                        |                         |                                                          |                                         |                        |
| 142 | 14               | "O Grande Show (BR) "O Grande Concerto (PT) The Big Show                                                     | Hilary Florido e Amber Cragg | 16 de abril de 2018    | 15 de agosto de 2018    | 15 de julho de 2019                                      | 1053-144                                | 0.56                   |
| Steven registra a ascensão da banda Sadie Killer e os Suspeitos. A banda contrata Greg como seu empresário, que os conecta com a produtora Sunshine Justice, mas Sadie não quer ver sua mãe em seu primeiro show, que logo se arrepende. |                  | | |                        |                         |                                                          |                                         |                        |
| 143 | 15               | "Pulando Poços (BR) "De Gota em Gota (PT) Pool Hopping                                                       | Katie Mitroff, Paul Villeco, e Joe Johnston | 23 de abril de 2018    | 1 de maio de 2018       | 16 de julho de 2019                                      | 1053-146                                | 0.54                   |
| Steven crê que Garnet está tentando achar coisas novas e aleatórias, de modo a encontrar as partes de sua visão do futuro. Quando encontram alguns gatinhos sem lar, Garnet entende o estresse de não saber o que o futuro reserva. |                  | | |                        |                         |                                                          |                                         |                        |
| 144 | 16               | "Cartas Pro Lars (BR) "Carta Para o Lars (PT) Letters to Lars                                                | Lamar Abrams e Colin Howard | 30 de abril de 2018    | 1 de maio de 2018       | 16 de julho de 2019                                      | 1053-145                                | 0.40                   |
| Lars recebe uma carta de Steven atualizando-o sobre a atual Beach City. Enquanto todos se mudaram e tentaram coisas diferentes, o agora ex-prefeito Dewey está tendo dificuldade em se encaixar em seu novo ambiente. - Nota: Os episódios desde "Your Mother and Mine" até "Letters to Lars" foram postados primeiramente no CN APP no dia 26 de março de 2018. |                  | | |                        |                         |                                                          |                                         |                        |
| 145 | 17               | "Não Posso Voltar (BR) "Não Dá Pra Voltar (PT) Can't Go Back                                                 | Miki Brewster e Jeff Liu | 7 de maio de 2018      | 7 de maio de 2018       | 17 de julho de 2019                                      | 1053-147                                | 0.74                   |
| Depois de Ronaldo ver o celeiro na lua, Steven vai até lá e encontra Lapis usando a base lunar para espionar ele e as Gems na Terra. Enquanto os dois conversam, Lapis não tem certeza sobre como vai retornar a Terra. |                  | | |                        |                         |                                                          |                                         |                        |
| 146 | 18               | "Uma Única Rosa Pálida (BR) "Uma Só Rosa Pálida (PT) A Single Pale Rose                                      | Hilary Florido e Amber Cragg | 7 de maio de 2018      | 7 de maio de 2018       | 17 de julho de 2019                                      | 1053-148                                | 0.74                   |
| Steven confronta Pérola sobre a morte de Diamante Rosa, mas em vez disso tem que se aventurar dentro da pérola de Pérola para recuperar seu celular. Lá, Steven descobre a verdade chocante sobre o passado de Rose Quartz. |                  | | |                        |                         |                                                          |                                         |                        |
| 147 | 19               | "Agora Estamos Desmoronando (BR) "Mundo Desmoronado (PT) Now We're Only Falling Apart                        | Lamar Abrams e Christine Liu | 2 de julho de 2018     | 9 de julho de 2018      | 18 de julho de 2019                                      | 1053-149                                | 0.84                   |
| Depois de descobrir que Rose Quartz era na verdade Diamante Rosa, Garnet se desfunde e Safira fica furiosa. Para tentar acalmá-la, Steven e Pérola vão atrás dela para tentar contar mais sobre Diamante Rosa. |                  | | |                        |                         |                                                          |                                         |                        |
| 148 | 20               | "Qual é o Seu Problema? (BR) "Qual é o Teu Problema? (PT) What's Your Problem?                               | Katie Mitroff e Paul Villeco | 3 de julho de 2018     | 9 de julho de 2018      | 18 de julho de 2019                                      | 1053-150                                | 0.93                   |
| Com Rubi desaparecida, Steven e Ametista vão procurá-la. Steven leva a procura a sério, enquanto Ametista fica de brincadeira, tentando descobrir como Steven se sente ao saber da chocante notícia. |                  | | |                        |                         |                                                          |                                         |                        |
| 149 | 21               | "A Pergunta (BR)/(PT) "The Question                                                                          | Miki Brewster e Jeff Liu | 4 de julho de 2018     | 9 de julho de 2018      | 19 de julho de 2019                                      | 1053-151                                | 0.71                   |
| Steven e Ametista encontram Rubi conversando com o Greg. Após refletir sobre os seus sentimentos e sua existência, Rubi decide que não quer ser mais a Garnet. Ela quer ser apenas ela mesma, e decide pedir Safira em casamento. |                  | | |                        |                         |                                                          |                                         |                        |
| 150 | 22               | "Dama de Honra (BR) "Questão de Honra (PT) Made Of Honor                                                     | Lamar Abrams e Christine Liu | 5 de julho de 2018     | 9 de julho de 2018      | 19 de julho de 2019                                      | 1053-152                                | 0.83                   |
| Rubi e Safira planejam seu casamento com as outras Crystal Gems. Enquanto planejava, Safira queria que suas antigas amigas pudessem comparecer ao casamento. Ao ouvir isso, Steven vai ao templo e liberta Bismuto. |                  | | |                        |                         |                                                          |                                         |                        |
| 151–152 | 2324             | "Reunidos (BR) "Reunidas (PT) Reunited                                                                       | Miki Brewster, Jeff Liu, Katie Mitroff e Paul Villeco | 6 de julho de 2018     | 9 de julho de 2018      | 22 de julho de 2019                                      | 1053-153 & 1053-154                     | 0.97                   |
| É o dia do casamento de Rubi e Safira, e todos vêm celebrar. As duas se casam. No entanto, durante a recepção, as Diamantes Azul e Amarelo invadem a Terra para um ataque. Steven tenta convencer as Diamantes que ele é a Diamante Rosa. - Nota: Os episódios desde "The Big Show" até "Reunited" foram postados primeiramente no CN Premium sem data de estreia para a TV portuguesa. "Your Mother and Mine" já estava disponível um tempo antes.                                            |                  | | |                        |                         |                                                          |                                         |                        |
| 153 | 25               | "Pernas Daqui ao Planeta Natal (BR) "Pernas Daqui Até Ao Mundo dos Cristais (PT) Legs from Here to Homeworld | Amber Cragg, Hilary Florido e Tom Herpich | 17 de dezembro de 2018 | 7 de janeiro de 2019    | 23 de julho de 2019                                      | 1053-153                                | 0.63                   |
| Steven explica para as Diamantes o que aconteceu com a Rosa e com as gems "obliteradas" durante a guerra. Depois de quase ser capaz de curar a Centípoda com a ajuda da Azul e da Amarelo, Steven decide ir buscar a ajuda da Diamante Branco. Ele, juntamente com as outras Diamantes e as Crystal Gems, vão ao Planeta Natal para falar com ela. - Nota: Esse episódio foi exibido primeiramente na Comic Con 2018, no dia 21 de Julho de 2018, e mais tarde já estava disponível no CN APP. |                  | | |                        |                         |                                                          |                                         |                        |
| 154 | 26               | "Familiar"                                                                                                   | Amber Cragg, Hilary Florido, Tom Herpich e Pen Ward | 24 de dezembro de 2018 | 14 de janeiro de 2019   | 23 de julho de 2019                                      | 1053-156                                | 0.74                   |
| Steven luta para se adaptar à vida como uma diamante. Com a ajuda de Pérola, Diamante Amarelo e Azul, ele espera descobrir mais sobre Rosa para se familiarizar com sua nova vida em Homeworld. Junto a isso, ele tenta encontrar uma maneira de reunir todas as quatro diamantes para finalmente curar as gems corrompidas. |                  | | |                        |                         |                                                          |                                         |                        |
| 155 | 27               | "Juntos Sozinhos (BR)/(PT) "Together Alone                                                                   | Lamar Abrams, Christine Liu e Tom Herpich | 31 de dezembro de 2018 | 21 de janeiro de 2019   | 24 de julho de 2019                                      | 1053-157                                | 0.65                   |
| Steven e sua turma planejam realizar um baile para todos do Planeta Natal, a fim de reunir todas as quatro Diamantes em uma sala e possivelmente discutir a cura Gem. No entanto, as coisas não acontecem como planejado no baile quando Connie e Steven se fundem, causando a indignação das outras Diamantes. |                  | | |                        |                         |                                                          |                                         |                        |
| 156 | 28               | "Escapismo (BR)/(PT) "Escapism                                                                               | Joe Johnston e Adam Muto | 7 de janeiro de 2019   | 28 de janeiro de 2019   | 24 de julho de 2019                                      | 1053-158                                | 0.67                   |
| Com Steven e Connie presos na torre de prisão, e todas as outras Crystal Gems desestabilizadas, Steven usa seus poderes psíquicos para tentar entrar em contato com Bismuto para pedir ajuda. No entanto, as coisas ficam complicadas quando ele é colocado dentro do corpo de um Steven Melancia na ilha Melancia, e tem que encontrar uma maneira de chegar até ela. |                  | | |                        |                         |                                                          |                                         |                        |
| 157, 158, 159 & 160 | 2932             | "Mudar de Ideia (BR) "Abre a Tua Mente (PT) Change Your Mind                                                 | Lamar Abrams, Miki Brewster, Hilary Florido, Joe Johnston, Jeff Liu, Christine Liu, Kat Morris, Katie Mitroff, Amber Cragg, Rebecca Sugar, Paul Villeco e Ian Jones-Quartey | 21 de janeiro de 2019  | 16 de fevereiro de 2019 | 3 de julho de 2020 (CN Premium)22 de agosto de 2020 (TV) | 1053-159, 1053-160, 1053-161 & 1053-162 | 0.99                   |
| Para sua maior missão, Steven, Connie e as Crystal Gems, tentam mudar a forma como as Diamantes veem Steven, as outras gems e a si mesmas. |                  | | |                        |                         |                                                          |                                         |                        |

## Filme (2019)
Um filme foi baseado na série, intitulado de Steven Universe: The Movie, estreou no Cartoon Network em 2 de setembro de 2019, e no Brasil em 7 de outubro de 2019. Sua produção foi anunciada pela primeira vez em 21 de julho de 2018, na San Diego Comic-Con com o lançamento de seu primeiro teaser trailer. O filme é um musical, apresentando colaborações musicais com Chance the Rapper, Estelle, Gallant, Aimee Mann, James Fauntleroy, Macie Stewart, Mike Krol entre outros, que acontece dois anos após os eventos de "Mudar de Ideia".
| # (Ep.) | Título                                                                                   | Escrito e storyboards por                                                                                     | Exibição original     | Exibição no Brasil   | Exibição em Portugal                                     | Código de produção | Audiência (em milhões) |
| --- | ---------------------------------------------------------------------------------------- | --- | --------------------- | -------------------- | -------------------------------------------------------- | ------------------ | ---------------------- |
| 1 | "Steven Universo: O Filme (BR) "Steven Universe: O Filme (PT) Steven Universe: The Movie | Lamar Abrams, Miki Brewster, Amber Cragg, Hilary Florido, Joe Johnston, Amish Kumar, Jeff Liu e Katie Mitroff | 2 de setembro de 2019 | 7 de outubro de 2019 | 3 de julho de 2020 (CN Premium)29 de agosto de 2020 (TV) | 1076-000           | 1.57                   |
| Dois anos após os eventos de "Mudar de Ideia", Steven acha que ganhou um final feliz depois de reformar o Império Gem. No entanto, a Terra é atacada por uma Gem chamada Espinela, uma ex-companheira de Diamante Rosa que veio se vingar de Steven por sua mãe a abandonar. Espinela apaga as memórias de Garnet, Ametista e Pérola e começa a envenenar o planeta. Em uma corrida contra o tempo, Steven deve encontrar uma maneira de restaurar suas memórias e desativar o injetor de veneno de Espinela antes que toda a vida orgânica na Terra seja destruída. |                                                                                          | |                       |                      |                                                          |                    |                        |

## Steven Universe Future (2019-2020)
Steven Universo Futuro é uma série que se passa após Steven Universe.
| Episódio (série) | Título                                                       | Escrito e Storyboard por               | Exibição original                                     | Exibição no Brasil     | Exibição em Portugal (HBO) | Código de produção | Audiência (em milhões) |
| --- | ------------------------------------------------------------ | -------------------------------------- | ----------------------------------------------------- | ---------------------- | -------------------------- | ------------------ | ---------------------- |
| 1 | "Mini Escola Natal ((BR))" "Little Homeschool"               | Paul Villeco e Drew Green              | 7 de dezembro de 2019                                 | 28 de dezembro de 2019 | 17 de setembro de 2021     | 001                | 0.81                   |
| Steven e as Gems abriram a Mini Escola Natal, um lugar onde Gems recém-curadas podem aprender a se integrar à sociedade da Terra. Todas as Gemas aceitam isso, exceto Jasper, que ainda está amarga por ter perdido seu propósito. Na tentativa de convencê-la, Steven tenta argumentar com ela, em vez disso, os dois lutam, e Steven desenvolve novas habilidades poderosas. |                                                              |                                        |                                                       |                        |                            |                    |                        |
| 2 | "Orientação ((BR))" "Guidance"                               | Amish Kumar e Aaron Austin             | 7 de dezembro de 2019                                 | 28 de dezembro de 2019 | 17 de setembro de 2021     | 002                | 0.80                   |
| Ametista iniciou um novo programa em que Gems escolhem empregos em Beach City. Embora felizes com o esforço, Steven está infeliz por terem escolhido empregos que se assemelham ao que fizeram no Planeta Natal. Ele tenta difundir a ideia de que as Gems escolham diferentes ocupações, mas isso resulta em pânico e destruição, pois as Gems trabalham em empregos para os quais não são adequadas.                                                                                            |                                                              |                                        |                                                       |                        |                            |                    |                        |
| 3 | "Botões de Rosa ((BR))" "Rose Buds"                          | Lamar Abrams e Adam Muto               | 7 de de dezembro de 2019                              | 28 de dezembro de 2019 | 17 de setembro de 2021     | 003                | 0.84                   |
| Os humanos do zoológico da Diamante Rosa chegam a Beach City para visitar Steven. Eles trazem consigo as Quartzos de Rosa que foram criados pela mãe de Steven e se assemelham a ela. Steven, Greg e os Gems não se sentem à vontade com eles, devido à semelhança com a mãe de Steven, mas Steven não tem coragem de pedir para eles irem embora. |                                                              |                                        |                                                       |                        |                            |                    |                        |
| 4 | "Voleibol ((BR))" "Volleyball"                               | Etienne Guignard e Maya Petersen       | 7 de dezembro de 2019                                 | 28 de dezembro de 2019 | 17 de setembro de 2021     | 004                | 0.76                   |
| A pérola original de Diamante Rosa, apelidada de Volleyball, tem uma rachadura no rosto que Steven não consegue curar. Steven, Volley e Pérola vão para o Recife, uma estação de reparos para consertá-la. Quando Volley revela como sua rachadura surgiu, outro conflito ocorre. |                                                              |                                        |                                                       |                        |                            |                    |                        |
| 5 | "BlueBird ((BR))" "BlueBird Azurite"                         | Lamar Abrams e Miki Brewster           | 14 de dezembro de 2019                                | 28 de dezembro de 2019 | 17 de setembro de 2021     | 005                | 0.71                   |
| Bluebird Azurite, a fusão de Água Marinha e Rubi Olho, chega em Beach City. Steven suspeita dela, especialmente quando ela continua a fazer brincadeiras contra ele. Ele tenta aceitar, mas suas suspeitas se mostram verdadeiras quando Bluebird mantém Greg como refém, na tentativa de se vingar de Steven. |                                                              |                                        |                                                       |                        |                            |                    |                        |
| 6 | "Um Episódio Muito Especial ((BR))" "A Very Special Episode" | Amish Kumar e Aaron Austin             | 14 de dezembro de 2019                                | 28 de dezembro de 2019 | 17 de setembro de 2021     | 006                | 0.71                   |
| Steven passa o dia fundido com Pérola para cuidar de Cebola como Arco-iris 2.0, mas também agendou a fusão com Garnet para ministrar um seminário de segurança como Pedra do Sol. Ele corre de um lado para o outro, mas fica estressado por não poder cumprir as duas obrigações ao mesmo tempo. |                                                              |                                        |                                                       |                        |                            |                    |                        |
| 7 | "Dia de Neve ((BR))" "Snow Day"                              | Etienne Guignard e Maya Petersen       | 21 de dezembro de 2019                                | 04 de janeiro de 2020  | 17 de setembro de 2021     | 007                | 0.72                   |
| As Gems notam que Steven está ficando sobrecarregado e está gastando menos tempo com elas. Depois que uma tempestade de neve força Steven a fechar a Mini Escola Natal por um dia, as Gems usam isso como uma oportunidade de se relacionar com ele, jogando um jogo chamado "Pique Steven". |                                                              |                                        |                                                       |                        |                            |                    |                        |
| 8 | "Por Que Tão Azul? ((BR))" "Why So Blue?"                    | Amish Kumar, Warren Fox e Joe Johnston | 21 de dezembro de 2019                                | 04 de janeiro de 2020  | 17 de setembro de 2021     | 008                | 0.67                   |
| Um par de Lapis Lazulis do Planeta Natal se recusa a parar de usar suas habilidades de terraformação para destruir um planeta alienígena. Steven e Lápis tentam convencê-las a encontrar outras maneiras de se expressar, mas seus esforços parecem ser em vão. |                                                              |                                        |                                                       |                        |                            |                    |                        |
| 9 | "Mini Formatura ((BR))" "Little Graduation"                  | Paul Villeco e Drew Green              | 28 de dezembro de 2019                                | 11 de janeiro de 2020  | 17 de setembro de 2021     | 009                | 0.41                   |
| Quando a primeira turma da Mini Escola Natal se forma, Steven recebe uma série de informações. Sadie está namorando alguém chamado Shep, sua banda está terminando e Lars está entregando sua padaria e voltando para as estrelas. Acreditando que todo mundo está deixando ele, Steven tenta manter todos juntos. |                                                              |                                        |                                                       |                        |                            |                    |                        |
| 10 | "Par Espinhento ((BR))" "Prickly Pair"                       | Paul Villeco e Drew Green              | 28 de dezembro de 2019                                | 11 de janeiro de 2020  | 17 de setembro de 2021     | 010                | 0.49                   |
| Depois de desistir da Mini Escola Natal, Steven decide cuidar das plantas como seu novo hobby. Ele acidentalmente dá vida a um cacto que ele a chama de Cactus Steven. Quando começa a falar, ele começa a repetir tudo o que Steven diz, incluindo seus sentimentos mais íntimos. As coisas começam a ficar fora de controle quando Cactus Steven começa a crescer. |                                                              |                                        |                                                       |                        |                            |                    |                        |
| 11 | "Nos Sonhos ((BR))" "In Dreams"                              | Etienne Guignard e Maya Petersen       | 6 de março de 2020                                    | 2 de dezembro de 2020  | 17 de setembro de 2021     | 011                | 0.54                   |
| Steven e Peridot assistem a um reboot de "Acampamento dos Corações Amorosos", e ficam consternados com os novos personagens e tramas. Quando descobrem que a televisão de Steven é capaz de exibir seus sonhos, eles tentam usar isso como uma oportunidade de refazer o programa ao seu gosto, mas a ansiedade de Steven impede que seus sonhos sigam o roteiro. |                                                              |                                        |                                                       |                        |                            |                    |                        |
| 12 | "Bismuto Casual ((BR))" "Bismuth Casual"                     | Lamar Abrams e Miki Brewster           | 6 de março de 2020                                    | 2 de dezembro de 2020  | 17 de setembro de 2021     | 012                | 0.52                   |
| Steven, Connie, Pérola e Bismuto vão juntos para a pista de patinação. Steven é apresentado aos amigos de Connie da escola de cursinho, mas se vê desajeitadamente desapegado dos humanos. Bismuto revela que chegou à pista de patinação de Pérola, que também fez amizade com alguns humanos. Não querendo se esconder, Bismuto empurra Steven a afirmar sua amizade com Connie. |                                                              |                                        |                                                       |                        |                            |                    |                        |
| 13 | "Juntos Para Sempre ((BR))" "Together Forever"               | Etienne Guignard e Maya Petersen       | 13 de março de 2020                                   | 3 de dezembro de 2020  | 17 de setembro de 2021     | 013                | 0.57                   |
| Quando Steven descobre que Connie vai sair de Beach City para a faculdade, ele percebe que não pode visualizar seu futuro sem ela. Ele pede conselhos a Rubi e Safira e fica convencido de que ficar fundido como Stevonnie é a única maneira de manter Connie perto dele. Ele convida Connie para um piquenique romântico e pede que ela se case com ele. |                                                              |                                        |                                                       |                        |                            |                    |                        |
| 14 | "Dor de Crescimento ((BR))" "Growing Pains"                  | Paul Villeco e Drew Green              | 13 de março de 2020                                   | 3 de dezembro de 2020  | 17 de setembro de 2021     | 014                | 0.55                   |
| Depois que Connie rejeita sua proposta, Steven começa a sofrer de deformidades físicas por todo o corpo. A mãe de Connie, uma médica, examina Steven e conclui que ele está enfrentando as consequências físicas do trauma emocional que sofreu na juventude. |                                                              |                                        |                                                       |                        |                            |                    |                        |
| 15 | "Sr. Universo ((BR))" "Mr. Universe"                         | Amish Kumar, Warren Fok e Joe Johnston | 20 de março de 2020                                   | 3 de dezembro de 2020  | 17 de setembro de 2021     | 015                | 0.50                   |
| Greg tenta ajudar Steven, levando-o em uma viagem para ajudá-lo a descobrir o que ele quer da vida. Eles acabam na casa de infância de Greg, onde Steven descobre que Greg se rebelou contra seus pais restritivos. Enquanto Greg incentiva Steven a encontrar seu próprio caminho, Steven inveja Greg por ter crescido com estrutura e supervisão. |                                                              |                                        |                                                       |                        |                            |                    |                        |
| 16 | "Fragmentos ((BR))" "Fragments"                              | Lamar Abrams e Miki Brewster           | 20 de março de 2020                                   | 3 de dezembro de 2020  | 016                        | 0.52               |                        |
| Com a condição de Steven piorando, ele foge de casa e se vira para Jasper para obter ajuda no controle de si mesmo. Os métodos de treinamento de Jasper provam ser muito eficazes, e sua revanche com Steven faz com que ela seja quebrada. Steven usa as essências das diamantes para repará-la, e quando ela se reforma, ela se inclina para ele como seu diamante. . |                                                              |                                        |                                                       |                        |                            |                    |                        |
| 17 | "De Volta ao Planeta Natal ((BR))" "Homeworld Bound"         | Paul Villeco e Drew Green              | 23 de março de 2020 (Online) 27 de março de 2020 (TV) | 4 de dezembro de 2020  | 17 de setembro de 2021     | 017                | 0.70                   |
| Steven foge para o Planeta Natal para pedir conselhos as Diamantes sobre seu estado. Ele as encontra fazendo o oposto do que costumavam fazer: Diamante Amarelo cura Gems corrompidas, Diamante Azul deixa as pessoas felizes e Diamante Branco permite que outros seres a controlem. Isso leva Steven a tentar ferir Diamante Branco, seu estado piora e ele foge novamente. |                                                              |                                        |                                                       |                        |                            |                    |                        |
| 18 | "Está Tudo Bem ((BR))" "Everything's Fine"                   | Amish Kumar e Maya Petersen            | 27 de março de 2020                                   | 4 de dezembro de 2020  | 17 de setembro de 2021     | 018                | 0.71                   |
| Depois de voltar do Planeta Natal, Steven insiste que está tudo bem. Ele tenta ser útil na Mini Escola Natal, mas sua negação de seus problemas e falta de controle sobre seus poderes causam estragos. |                                                              |                                        |                                                       |                        |                            |                    |                        |
| 19 | "Eu Sou O Meu Monstro ((BR))" "I Am My Monster"              | Etienne Guignard e Miki Brewster       | 27 de março de 2020                                   | 4 de dezembro de 2020  | 17 de setembro de 2021     | 019                | 0.80                   |
| Steven se transformou em um monstro gigante e está ameaçando destruir Beach City. Enquanto todos se esforçam para ajudá-lo, Espinela e as Diamantes e até a Drusa saem para ajudar o amigo. Por fim, o incentivo de Connie os convence de que eles precisam estar lá para Steven. |                                                              |                                        |                                                       |                        |                            |                    |                        |
| 20 | "O Futuro ((BR))" "The Future"                               | Lamar Abrams e Miki Brewster           | 27 de março de 2020                                   | 4 de dezembro de 2020  | 17 de setembro de 2021     | 020                | 0.74                   |
| Muitos meses depois, agora de volta ao normal, Steven está se preparando para deixar Beach City e começar uma nova jornada na vida. Ele está desapontado por Pérola, Garnet e Ametista estarem saindo com calma e agindo como se não sentissem falta dele. Quando ele está prestes a sair, ele finalmente confronta as três e elas admitem que estão escondendo suas emoções. Satisfeito que eles continuem a existir em sua vida, Steven finalmente decide seguir em frente, terminando a série. |                                                              |                                        |                                                       |                        |                            |                    |                        |

## Curtas

### Curtas da Segunda Temporada
| Episódio (série)                                                                                            | Título                                                                                      | Escrito e storyboards por                                | Exibição original                                                    | Exibição no Brasil     | Exibição em Portugal  |
| --- | ------------------------------------------------------------------------------------------- | -------------------------------------------------------- | -------------------------------------------------------------------- | ---------------------- | --------------------- |
| 1 | "Somos as Joias de Cristal(PT) Nós somos as Crystal Gems(BR)" "We Are the Crystal Gems"     | Hilary Florido, Joe Johnston, Jeff Liu and Katie Mitroff | 10 de julho de 2015 (Comic-Con) 4 de setembro de 2015 (CN's website) | 23 de março de 2016    | 15 de janeiro de 2016 |
| Steven mostra para as Gems a canção que ele fez especialmente para eles.                                    |                                                                                             |                                                          |                                                                      |                        |                       |
| 2 | "Unboxing(PT) Abrindo Caixas(BR)" "Unboxing"                                                | Hilary Florido, Joe Johnston, Jeff Liu and Katie Mitroff | 22 de outubro de 2015                                                | 22 de Outubro de 2016  | 15 de janeiro de 2016 |
| Steven cria um vídeo onde ele recebe uma nova mala em formato de cachorro quente da empresa Bolsas Malucas. |                                                                                             |                                                          |                                                                      |                        |                       |
| 3 | "O Leão Adora Se Enfiar Numa Caixa (BR) Leão Adora Caber Numa Caixa(PT)" "Just Lion Things" | Katie Mitroff                                            | 19 de novembro de 2015                                               | 19 de novembro de 2016 | 13 de maio de 2016    |
| O Leão tenta sem sucesso entrar em várias caixas.                                                           |                                                                                             |                                                          |                                                                      |                        |                       |

#### The Classroom Gems
| Episódio (série)                                                                                | Título                                                                                  | Escrito e storyboards por | Exibição original     | Exibição no Brasil    | Exibição em Portugal    |
| ----------------------------------------------------------------------------------------------- | --------------------------------------------------------------------------------------- | ------------------------- | --------------------- | --------------------- | ----------------------- |
| 1                                                                                               | "O Que São As Joias? (PT) O Que São As Gems? (BR) What Are Gems?"                       | Hilary Florido            | 6 de julho de 2015    | 26 de agosto de 2016  | 19 de fevereiro de 2016 |
| Perola ensina a Steven sobre o que são as Gems com a participação de Garnet e Ametista.         |                                                                                         |                           |                       |                       |                         |
| 2                                                                                               | "Como é que as Joias são feitas? (PT) Como as Gems são feitas? (BR) How Are Gems Made?" | Hilary Florido            | 1 de outubro de 2015  | 5 de novembro de 2016 | 29 de abril de 2016     |
| Ametista ensina a Steven como as Gems são feitas com a participaçao da Garnet e Perola.         |                                                                                         |                           |                       |                       |                         |
| 3                                                                                               | "Aula Especial: Fusão (BR) (PT)" "Special Lesson (Fusion)"                              | Katie Mitroff             | 2 de novembro de 2015 | 3 de dezembro de 2016 | 24 de junho de 2016     |
| Garnet ensina a Steven o que é a fusão e como acontece com a participação da Perola e Ametista. |                                                                                         |                           |                       |                       |                         |

### Curtas da Quarta Temporada
| Episódio (série) | Título                                                                 | Escrito e storyboards por | Exibição original    | Exibição no Brasil   | Exibição em Portugal          |
| --- | ---------------------------------------------------------------------- | ------------------------- | -------------------- | -------------------- | ----------------------------- |
| 1 | "Cozinhando Com O Leão (BR) Entrada de Sushi (PT)" "Cooking with Lion" | Colin Howard              | 3 de outubro de 2016 | 29 de agosto de 2017 | 23 de dezembro de 2017        |
| Steven e Leão fazem um sushi de salgadinho para o seu show de culinária on-line. |                                                                        |                           |                      |                      |                               |
| 2 | "Karaokê Gem (BR) Karaoke das Joias (PT)" "Gem Karaoke"                | Colin Howard              | 3 de outubro de 2016 | 22 de agosto de 2017 | 31 de dezembro de 2017        |
| Connie registra Steven e as Gems cantando karaokê. Connie tenta ficar de fora, mas Steven convence a participar.                                                                                                  |                                                                        |                           |                      |                      |                               |
| 3 | "Steven Reage (BR) O Episódio (PT)" "Steven Reacts"                    | Jeff Liu                  | 3 de outubro de 2016 | 1 de agosto de 2017  | 7 de março de 2018            |
| Steven filmou um vídeo de reação ao novo episódio de Comidas Choronas. Os eventos do episódio Comidas Choronas e as reações de Steven desenham humoristicamente paralelos aos eventos no próprio Steven Universo. |                                                                        |                           |                      |                      |                               |
| 4 | "Chamada de vídeo (BR)" "Video Chat"                                   | Colin Howard              | 3 de outubro de 2016 | 8 de agosto de 2017  | PA                            |
| No laptop de Connie,Steven faz uma chamada de video com o Peridot no tablet. Lapis, no entanto, acredita que ele esteja preso no tablet. Steven corre para o celeiro para explicar.                               |                                                                        |                           |                      |                      |                               |
| 5 | "Hora da Canção do Steven (BR)" "Steven's Song Time"                   | Jeff Liu                  | 3 de outubro de 2016 | 15 de agosto de 2017 | 27 de agosto de 2018 (Música) |
| Steven faz um tutorial de guitarra para uma música que ele compôs. Ele explica que a música é sua maneira de expressar sentimentos com os quais ele tem tido problemas para falar.                                |                                                                        |                           |                      |                      |                               |